# Свободная экономическая зона Инчхон
Свободная экономическая зона Инчхон располагается в городе Инчхон, Южная Корея. Свободная экономическая зона Инчхон состоит из трех районов: Международный бизнес-центр Сонгдо, Чонна, и острова Ёнчжон, общей площадью 51 739 акров (209,38 км2). Целью создания СЭЗ является превращение этих трех районов в центр логистики, международного бизнеса, отдыха и туризма в Северо-Восточной Азии. Свободная экономическая зона Инчхон была основана Корейским правительством в 2003 году. В планах реализации СЭЗ — создание автономного жилого района и бизнес-центра, имеющего воздушное и морское сообщение, логистический комплекс, финансовые организации, офисы, школы, больницы, торговые и развлекательные центры.

## Цели создания
Свободная экономическая зона Инчхон была основана с целью создания одной из трех доминирующих экономических зон в мире в будущем. Для достижения этой цели существует три этапа: развитие инфраструктуры, развитие проекта и завершение проекта. Этап развития инфраструктуры продлился с 2003 по 2009 годы, а этап развития проекта — с 2010 по 2014. Последний этап вероятно будет завершен к 2020 году. Первый этап заключается в строительстве инфраструктуры, а второй в «развитии инфраструктуры в сфере образования, здравоохранения, отдыха, привлечения отечественной и международной торговли» Последний этап заключается в достижении цели строительства доминирующей экономической зоны.

## Финансирование
С целью привлечения капиталовложений на внутреннем и внешнем рынках существует три типа стимулирования инвестиций: снижение налогов, имущественная поддержка и различные субсидии. Также участники свободной экономической зоны освобождаются от уплаты налогов на общую и частную прибыль на несколько лет. Региональное правительство не облагает резидентов экономической зоны налогом на приобретение имущества более чем на 15 лет и налогом на недвижимость более чем на 10 лет. Налог на недвижимость для коммерческих организаций снижается на 50 % на ближайшие 3 года после 10 лет её функционирования, в течение которых она не облагалась какими-либо налогами на недвижимость. Период взимания налогов с корпоративных или частных доходов зависит от размера и типа предприятия, выходящего на рынки свободной экономической зоны. Для компаний, арендующих офис, по крайней мере, 50 % стоимости аренды снижают тем, кто попадает под следующие критерии: «иностранные инвестиции в размере от 5 до 10 млн», «среднесуточная занятость — 100—200 человек», «более 50 % продукции идет на экспорт, закупка отечественных деталей и сырья 50-75 %», и «между 50-75 % продукции на экспорт». Если коммерческая организация получает более 30 % иностранных инвестиций, то работодатели и сотрудники организации могут получить следующие преимущества: местные субсидии на образование, трудоустройство, перемещение предприятия, акции.

## Новый город Сонгдо

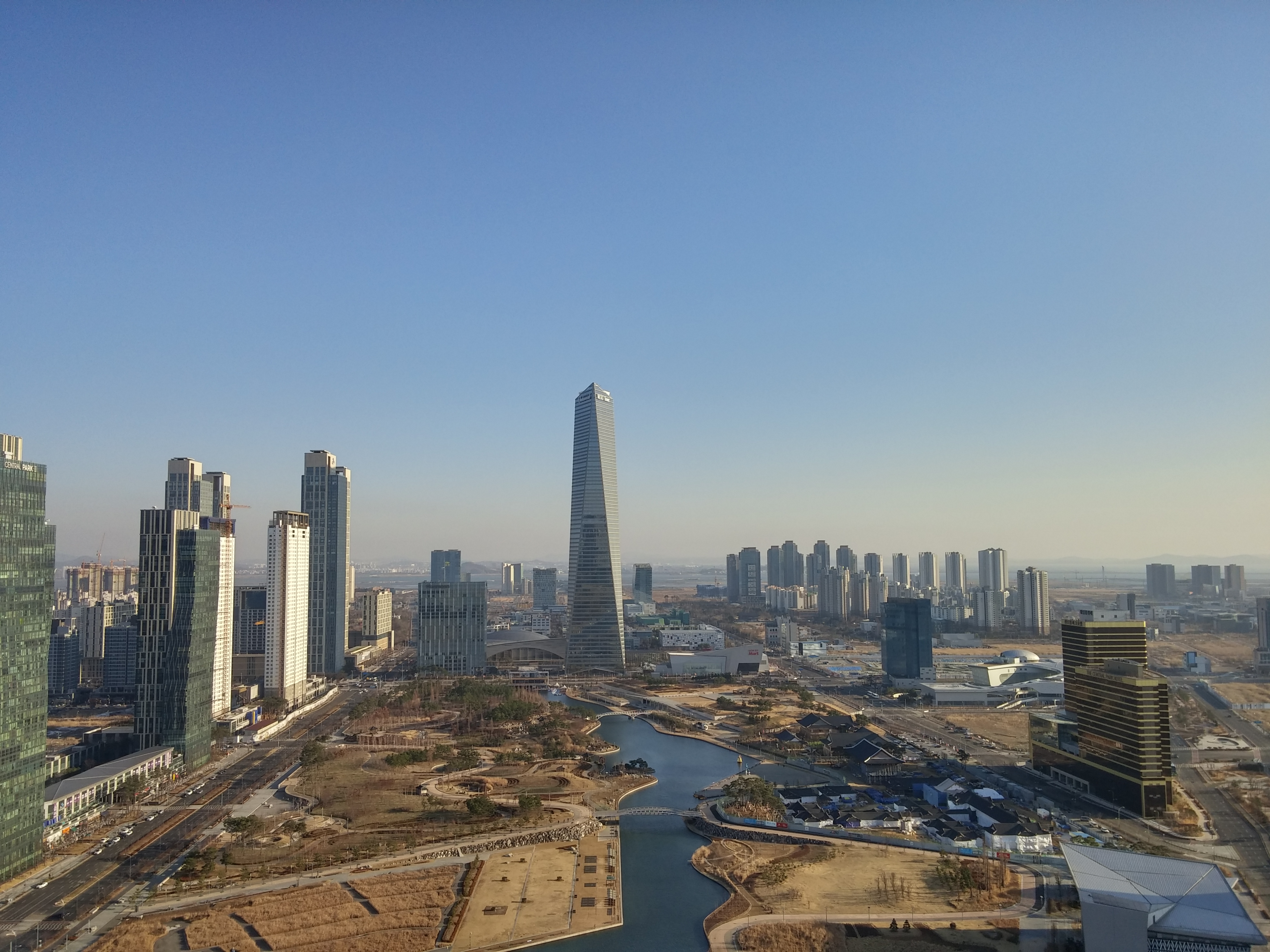
Общий вид

Проект «Международный город Сонгдо» стартовал в 1994 году, строится на рекультивированной земле. Согласно плану, эта часть города должна стать местом сосредоточения международных компаний различного профиля, международной торговли, высоких технологий и местом для экологически дружественного городского образа жизни. Сонгдо – это совместный проект городских властей Инчхона, международной девелоперской фирмы Gale International (61%), южнокорейской строительной корпорации POSCO E&C (30%) и инвестиционной группы Morgan Stanley Real Estate (9%). В проекте также участвуют Институт развития Азии и компания Arup & Partners, а всеми информационными технологиями занимается CISCO Services.
Строительство Сонгдо стартовало в 2003 году и должно закончиться в 2020. Тогда население «города будущего» составит примерно 250 тыс. человек. Ещё 300-400 тысяч ежедневно станут приезжать сюда работать из Инчхона и даже из Сеула. Площадь нового города составит 85 кв. километров, но его сердце и квинтэссенция – международный бизнес-квартал Songdo IBD – разместится на 9,3 кв. километра (для сравнения: площадь ММДЦ «Москва-Сити» – около 1 кв. км.)
Чаще всего словосочетание «город Сонгдо» употребляется с эпитетом «умный». Специалисты из Cisco, отвечающие за сетевые решения, действительно, похоже, решили свою фантазию ничем не ограничивать. Жителям Сонгдо обещают не только умные квартиры, реагирующие на погоду, привычки хозяев и дни недели, или телемедицину не выходя из дома. Их ждёт умный транспорт (вообразите, к примеру, автобус, узнающий вас в момент посадки и выводящий на монитор в спинке переднего кресла новости специально по вашему вкусу) и умные магазины, делающие за вас покупки на вечер. Правда, пока это всё большей частью в ожиданиях и обещаниях, но решимость разработчиков впечатляет.
В августе 2009 в Инчхоне проходила Глобальная ярмарка-фестиваль Инчхон-2009 в Новом городе Сонгдо в течение 80 дней.
- 68-этажная Торговая башня Северо-Восточной Азии, которая станет самым высоким зданием в Корее и лучшим корпоративным центром.
- С архитектурной точки зрения здание Сонгдо Конвенция великолепно. Оно функционирует как главный конференц-зал в Инчхоне и является зданием с самым крупным в Корее залом без колонн.
- 600 акров (2,428113853 км2) открытого пространства, включающего Центральный парк площадью 100-акров (0,404685642 км2), предоставляющий проживающим и работающим в городе место для отдыха.
- Центр искусств Инчхона является культурным комплексом, на территории которого располагаются концертный зал, оперный театр, музей современного искусства Азии, музыкальная консерватория, школа дизайна, изобразительного искусства, а также библиотека.
- Гольф-клуб Джека Никлауса, сконструированный и разработанный совместно с компанией «Китсон и Партнеры», представляет собой поле для игры в гольф с 18-ю лунками, все здание клуба и фитнес-центр располагаются на участке площадью 228-акров (0,92268326422 км2). На территории гольф-клуба также будут находиться роскошные виллы и кондоминиумы.
- Общественные и частные школы, включая Международную школу Сонгдо, для учеников с детского сада до средней школы, предоставляют современные условия для обучения и перспективы в сфере международного сотрудничества, чтобы подготовить их к поступлению в вузы по всему миру.
- Международная городская клиника Сонгдо, станет предметом гордости в сфере диагностики заболеваний и технологии их лечения. Такие партнеры, как 3М и Майкрософт, будут участвовать в развитии инфраструктуры здравоохранения мирового уровня.

### Международный деловой район

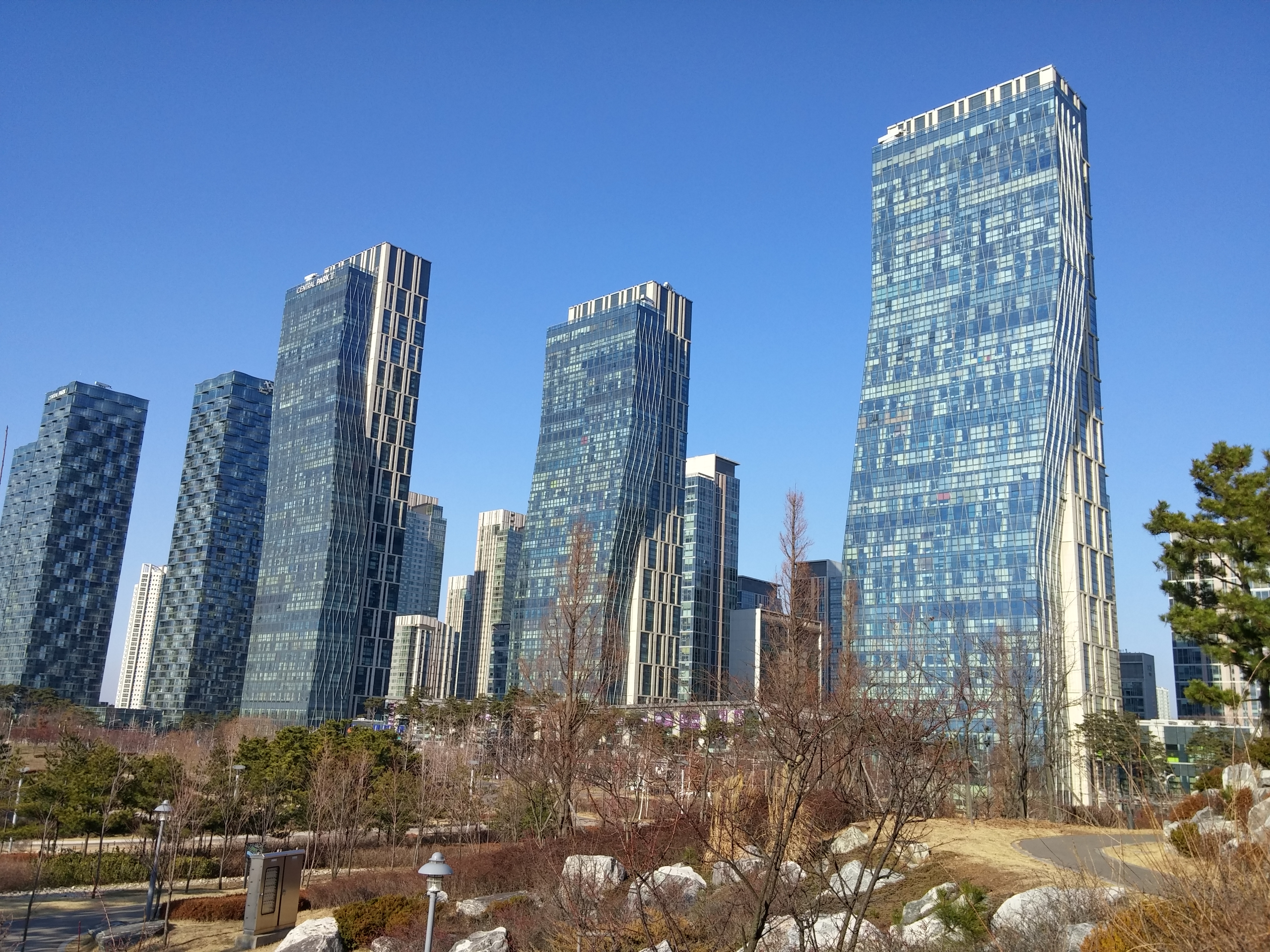
Небоскребы в деловом районе

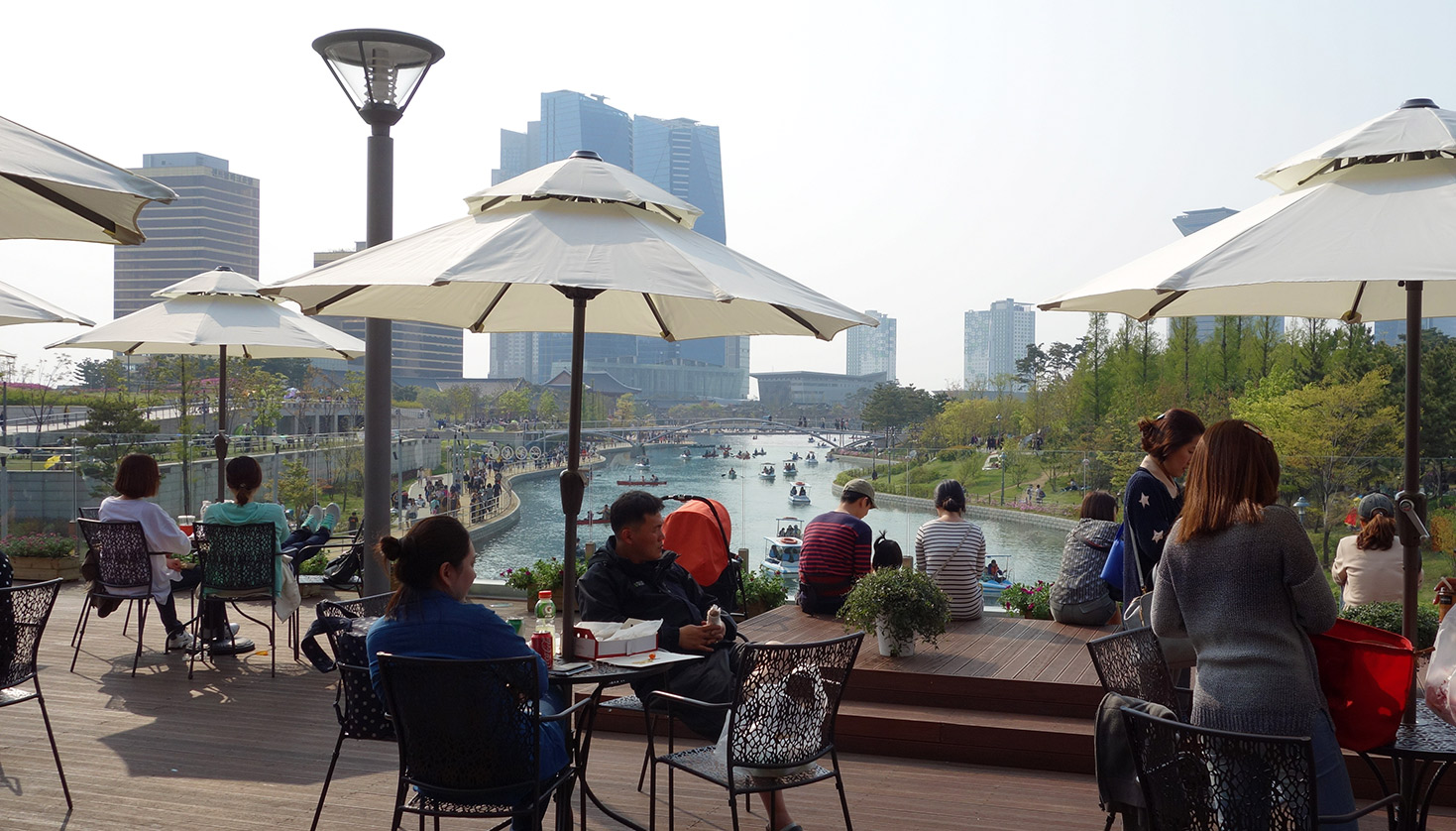
Вид на парк

Этот проект состоит из конвенционного центра Сонгдо Конвенция, торговой башни Северо-Восточной Азии, множества офисных зданий, и поле для игры в гольф Джека Никлауса площадью 1364 акра (5,52 км2). Планируемый бюджет составляет около 22 триллионов долларов. Разработчиком проекта является компания NSIC(New Songdo International City), совместное предприятие GALE и POSCO.
Строительство центра «Сонгдо Конвенция» началось в марте 2005 года и будет завершено в начале 2009 года. Сонгдо Конвенция является первым проектом одобренным Руководством в энергетическом и экологическом проектировании(LEED). Строительство торговой башни Северо-Восточной Азии началось в феврале 2007, а первый этап проекта будет завершен в конце 2009. Здание будет состоять из 65 этажей и будет высотой около 300 метров. Центральный парк также в процессе строительства, будет занимать 10 % от площади Международного города Сонгдо. На нем будут располагаться музей, ботанический сад и искусственное озеро. Открытие парка намечается на июнь 2009 года.

### Башня Инчхон
Башня Инчхон будет располагаться в одиннадцатой строительной зоне. Предполагается, что здание будет высотой 610 метров и иметь 151 этаж. По завершении строительства башня станет самым высоким зданием в Восточной Азии и вторым в мире после Бурдж-Халифа (828 метров). Однако правительство Инчхона прервало проект из-за финансовых проблем.

### Мост Инчхон
Мост Инчхон — крупный мост, который будет соединять Международный город Сонгдо и остров Ёнчжон. По завершении строительства моста, который будет длиной 12,3 км (7,6 миль), станет пятым в списке самых длинных мостов Азии, первым в котором длинным является Мост через залив Ханчжоувань длиной 35,6 км (22 миль).

### Международная клиника Инчхон
В Инчхоне на территории нового города Сонгдо в 2014 году появится клиника мирового уровня.
Согласно MOU клиника с 600, рассчитанная на 600 мест, станет первым рентабельным медицинским институтом в Корее, со значительными вкладами со стороны иностранных инвесторов. Она оценивается в 400 триллионов корейских вон.
Клиника будет построена на участке площадью 80, 000 квадратных метров. Строительство здания будет завершено к концу 2016 года. Клиника будет полностью функционировать в 2016 году.

## Чонна
Район Чонна, который находится на острове Ёнчжон, примыкающему к полуострову, станет развлекательным комплексом и мировым парком отдыха. Также он станет жилым озелененным районом, с размещенными на нем спортивными сооружениями, и деловым центром специально приспособленным для международного финансирования.
- Общая площадь: 4394 акра (17,78 км2)
- Планируемое население: 90,000 человек
- Период реализации: 2004~2008

## Галерея

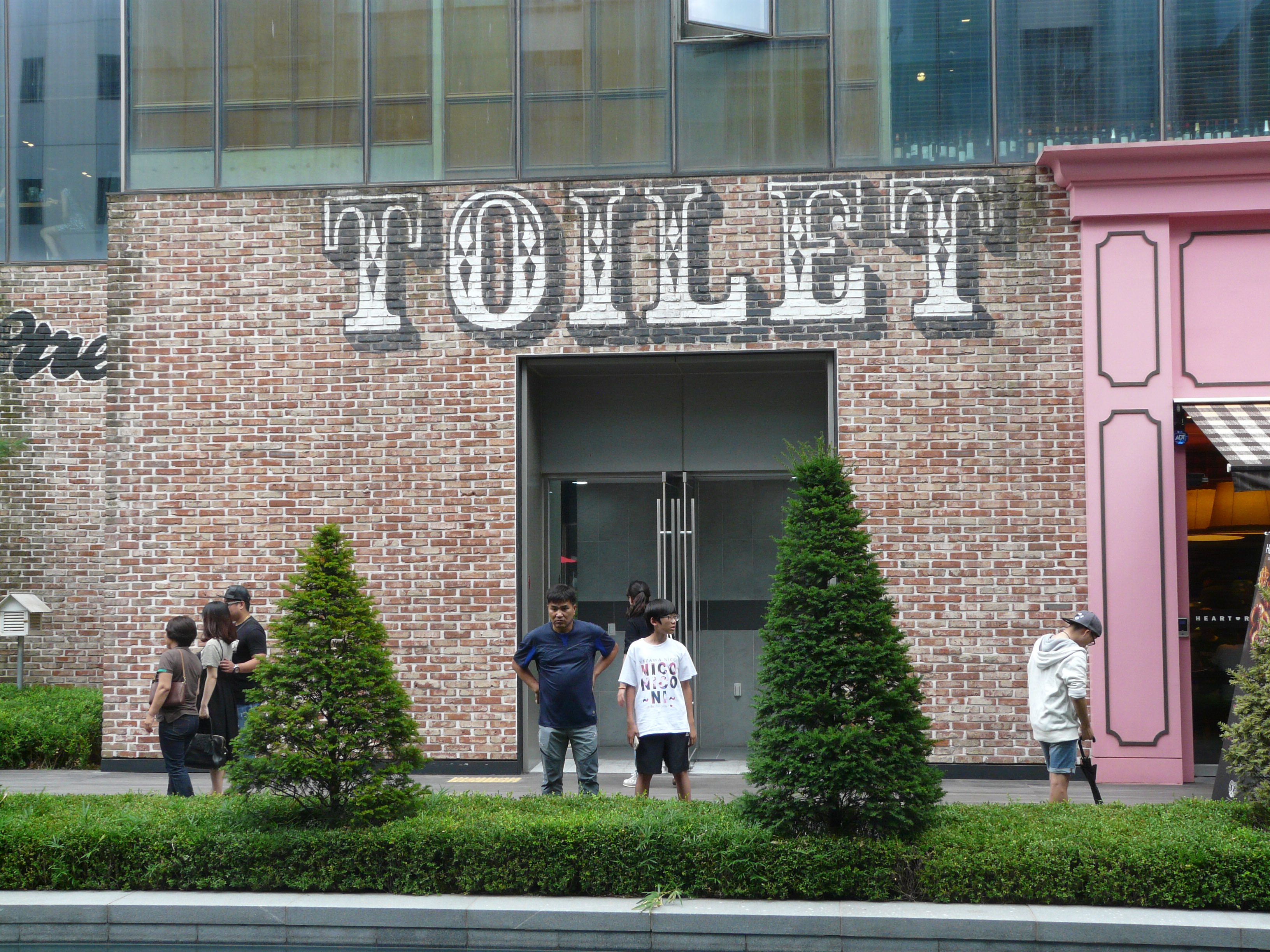
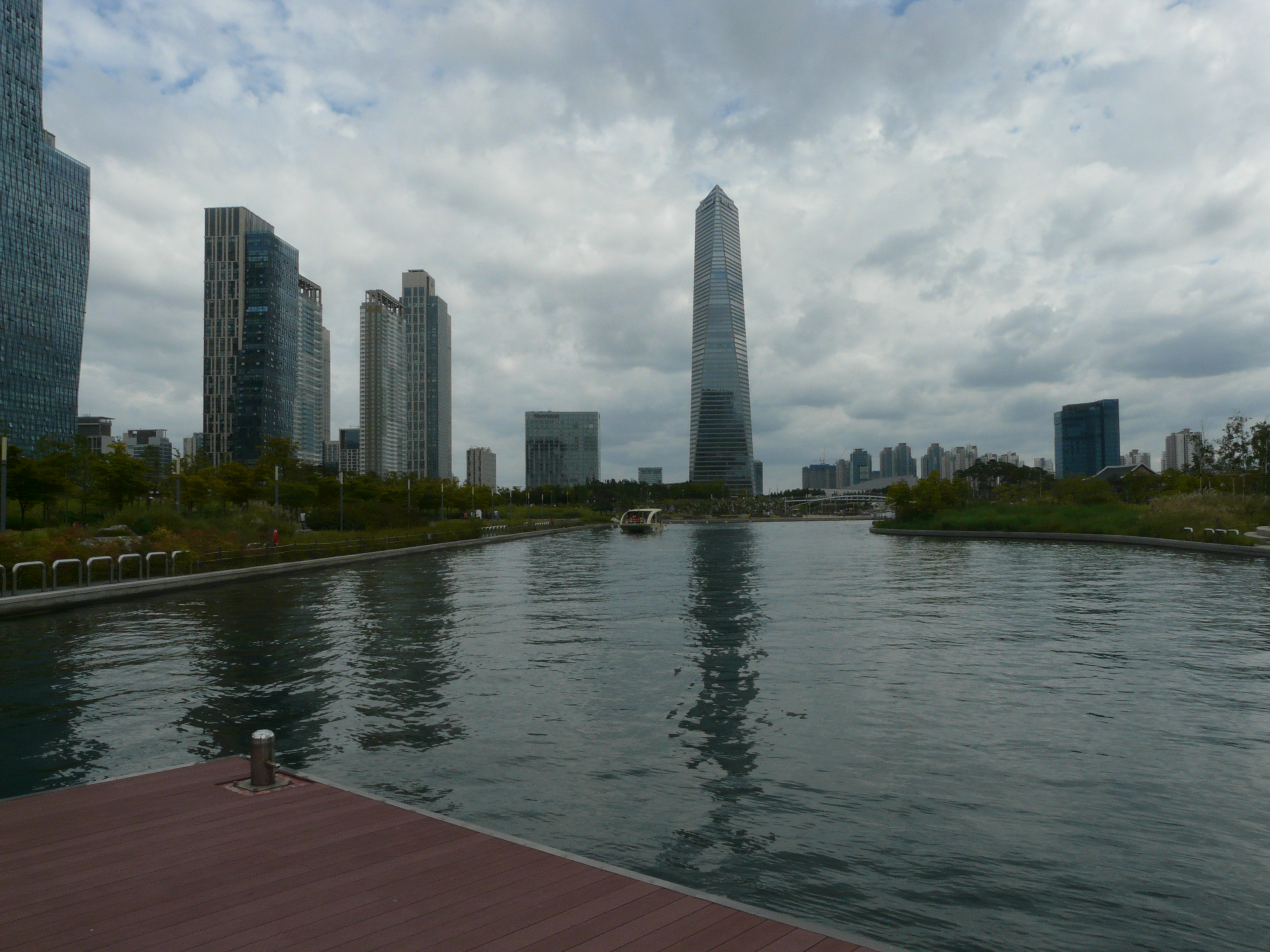
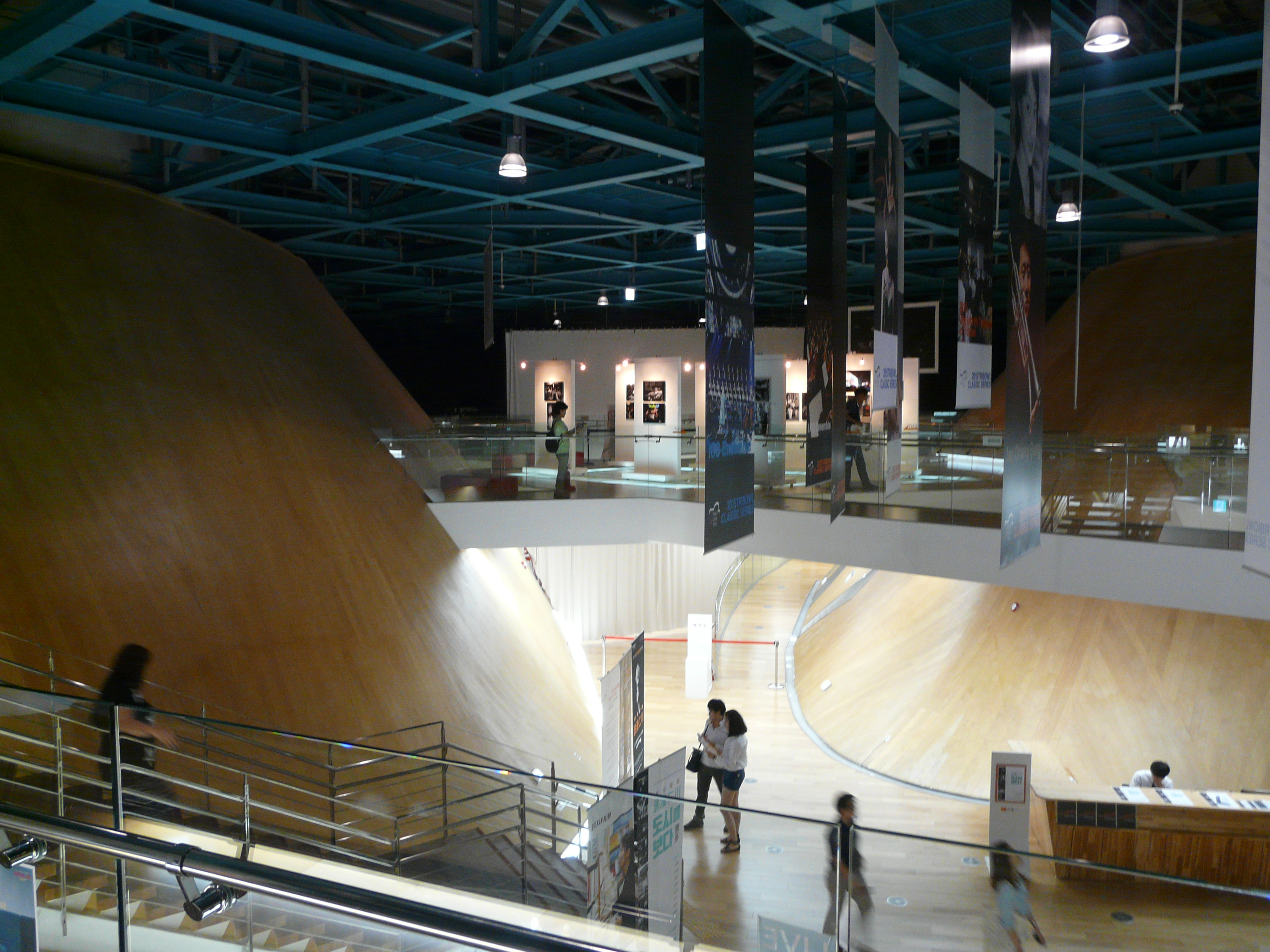
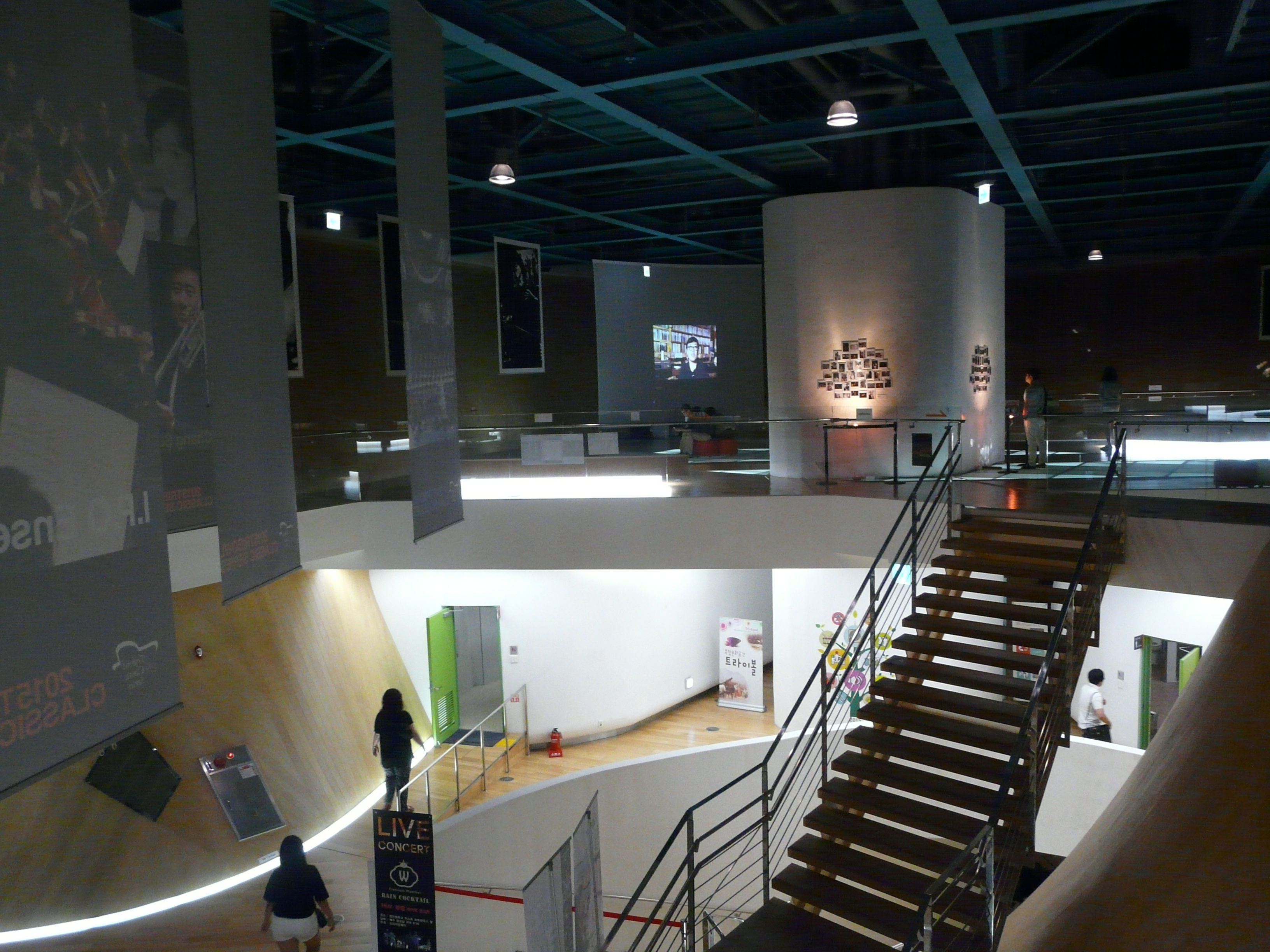
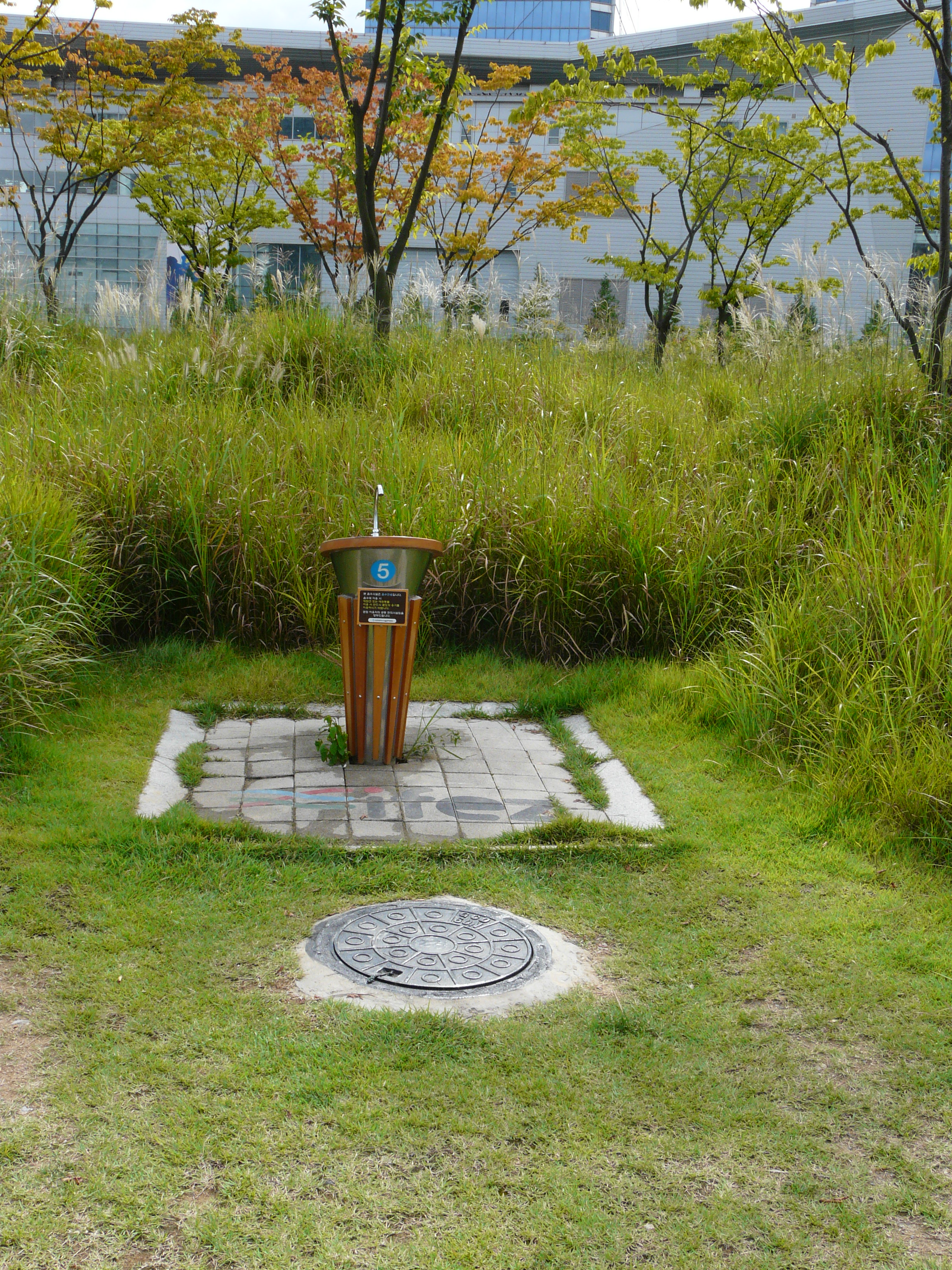
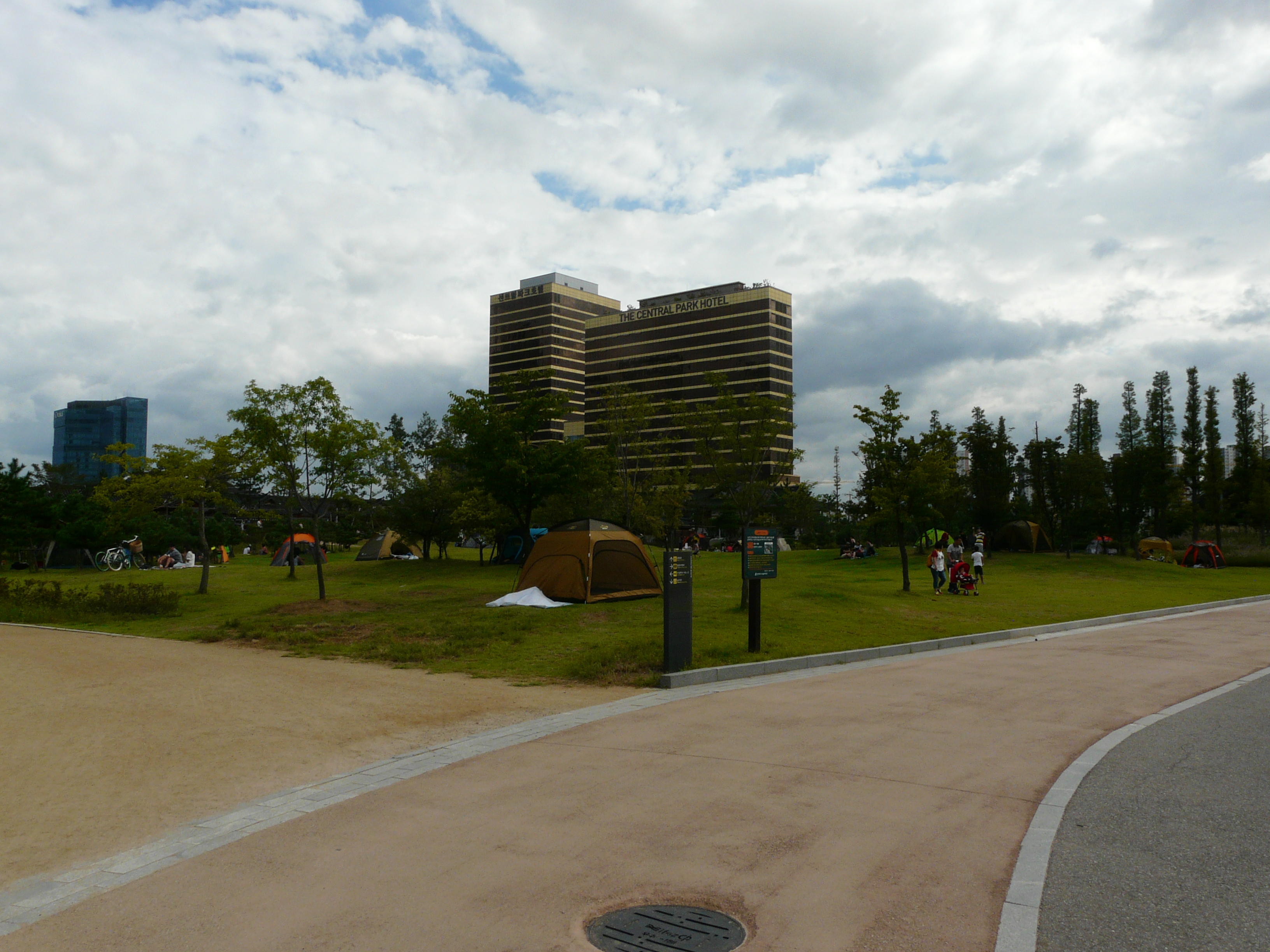
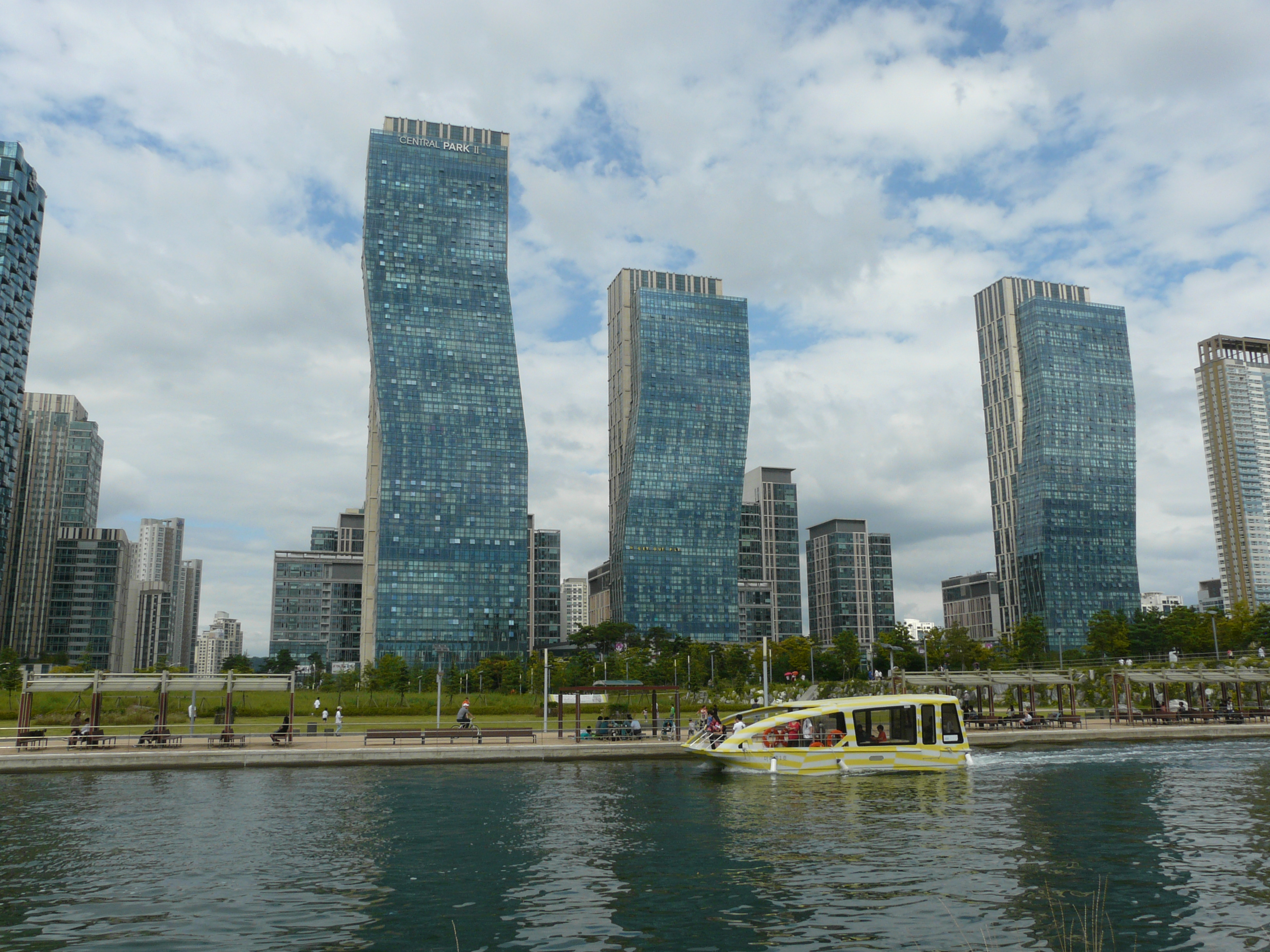
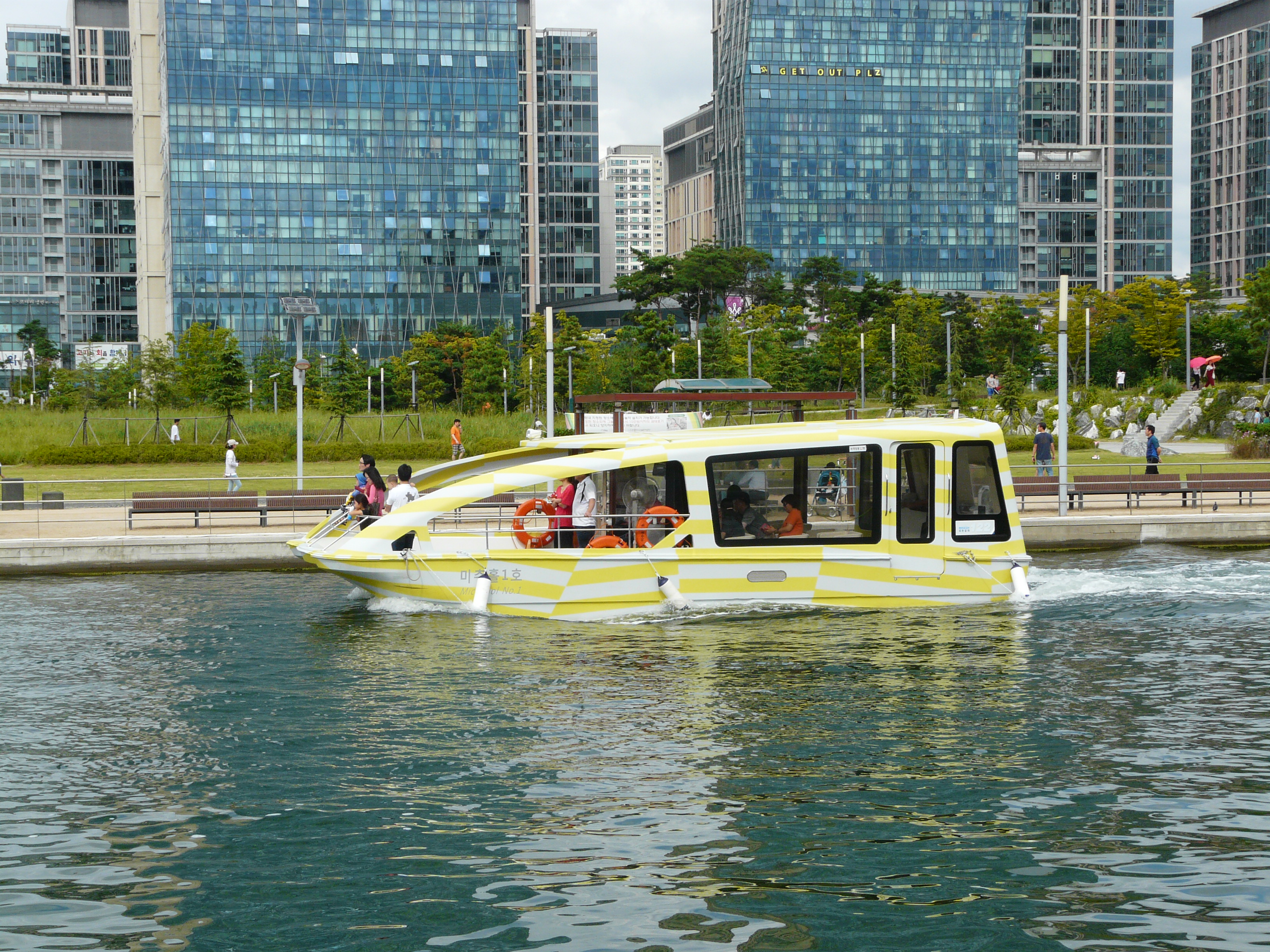
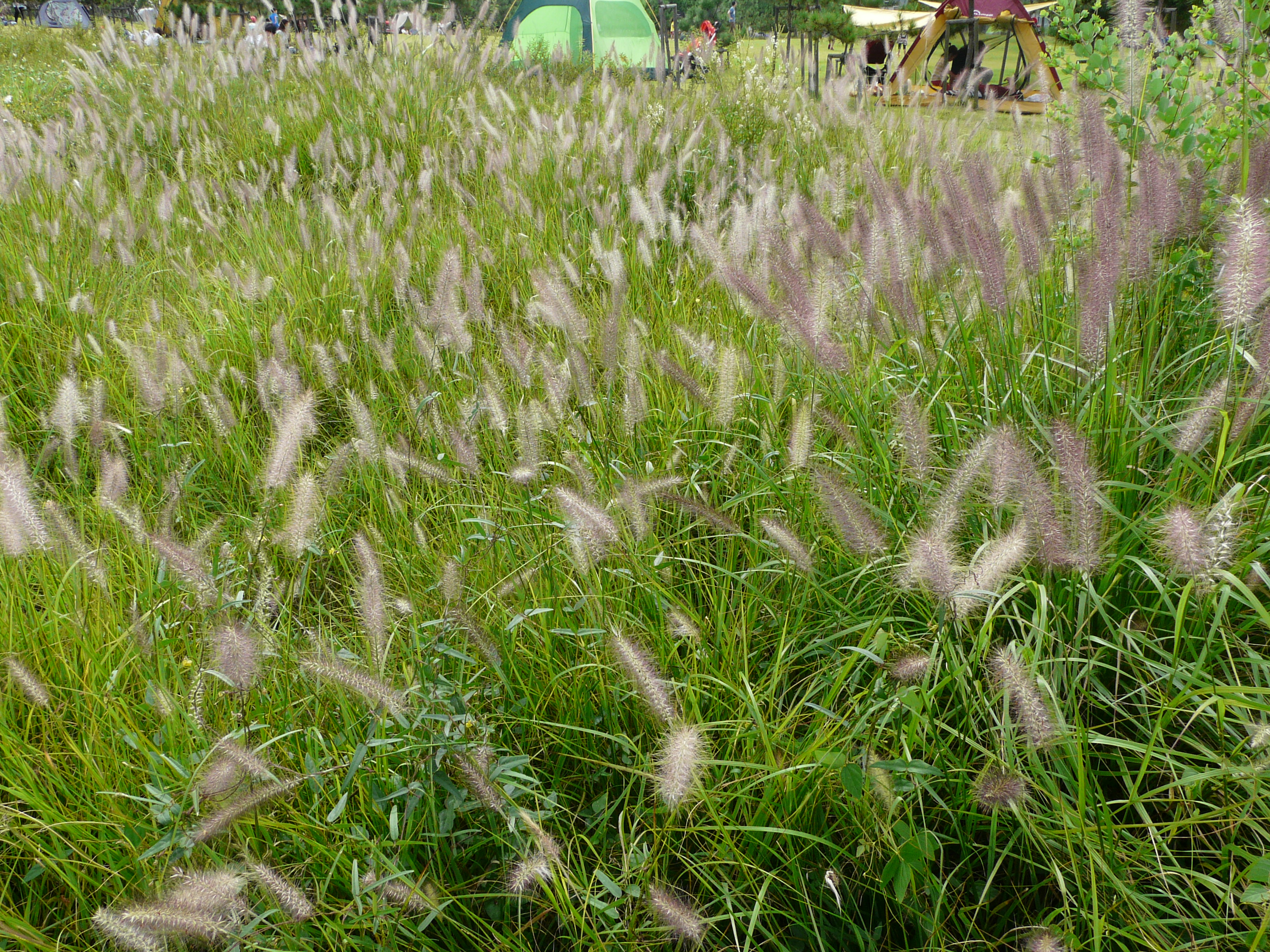
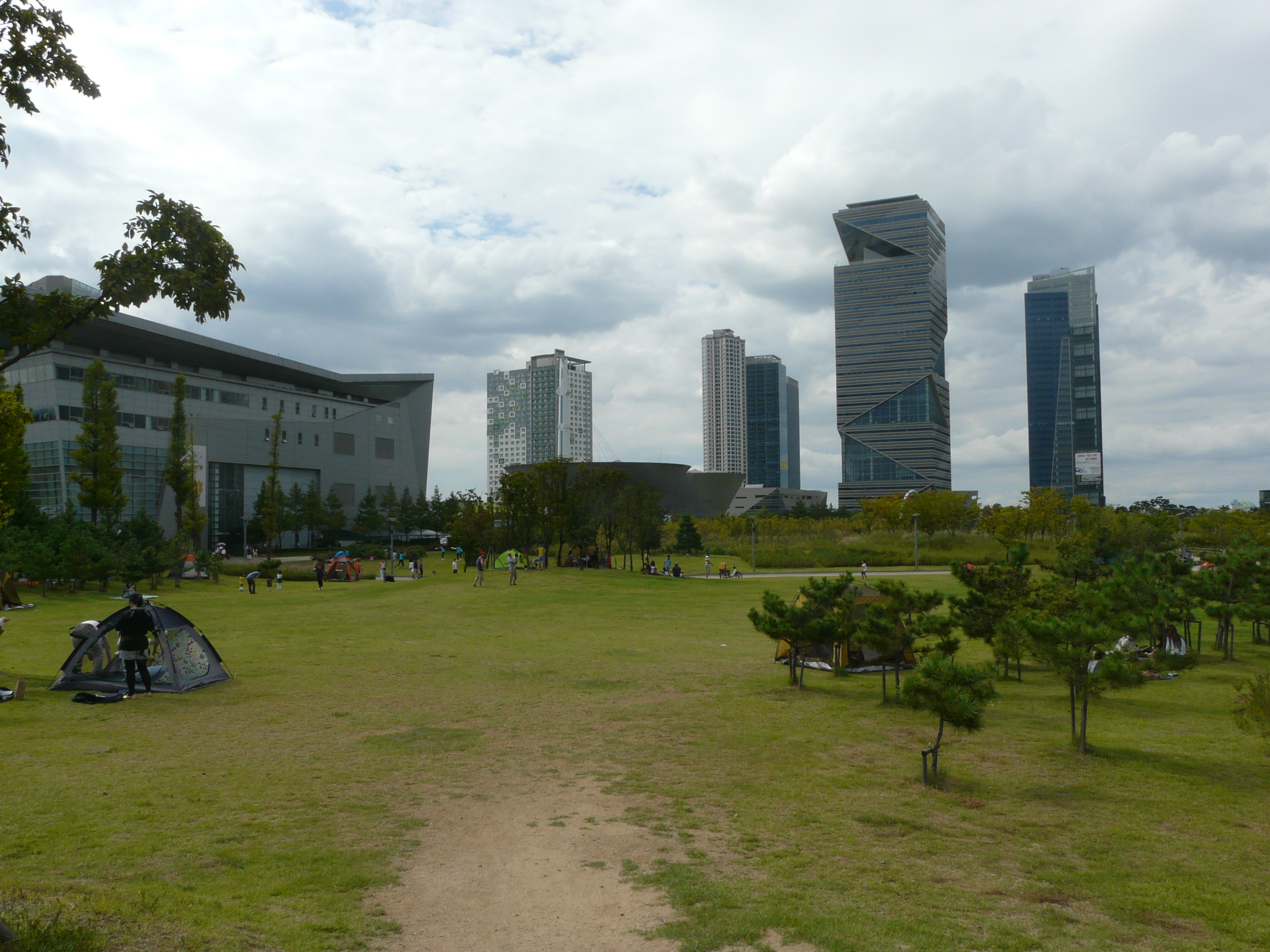
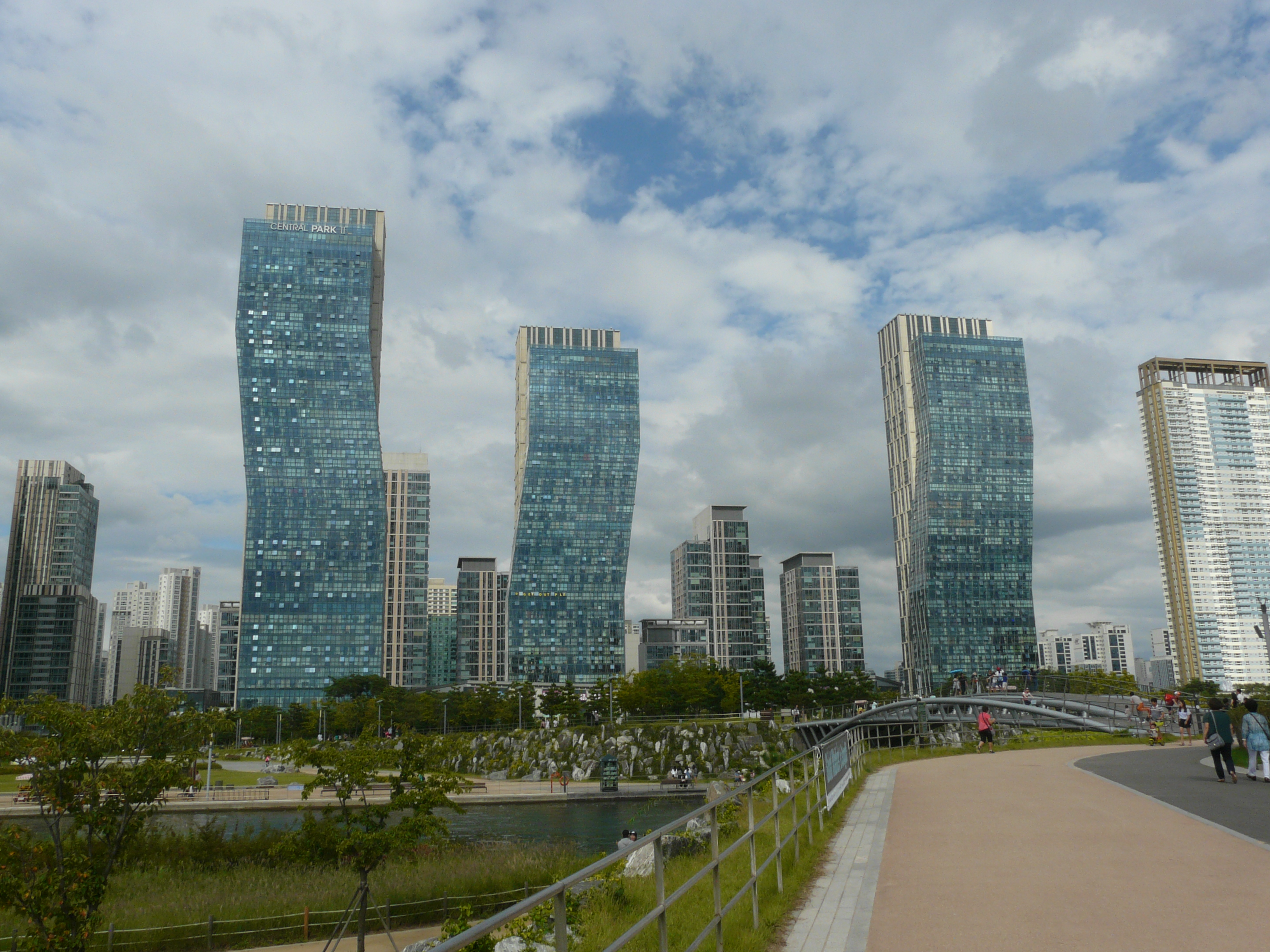
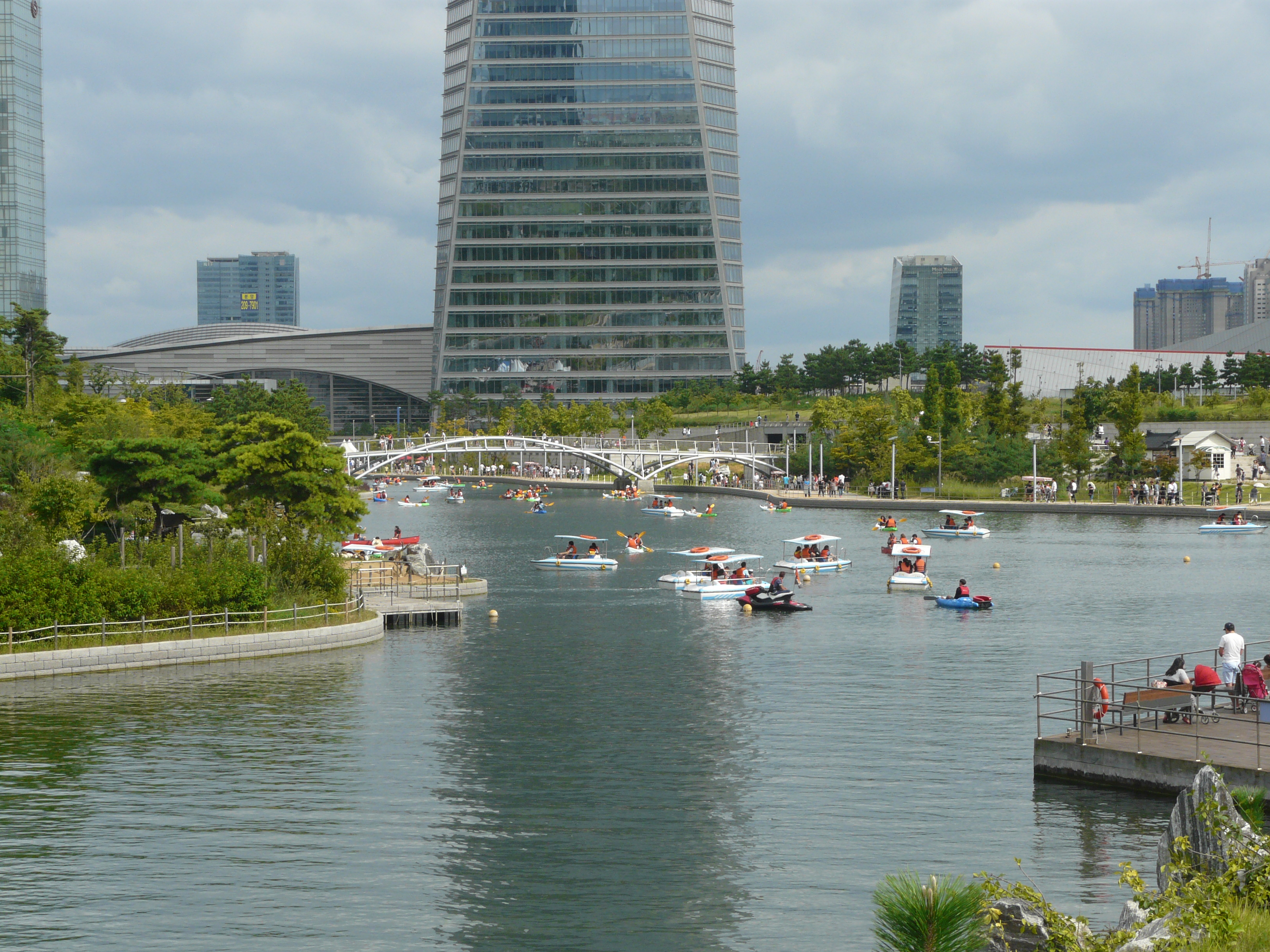
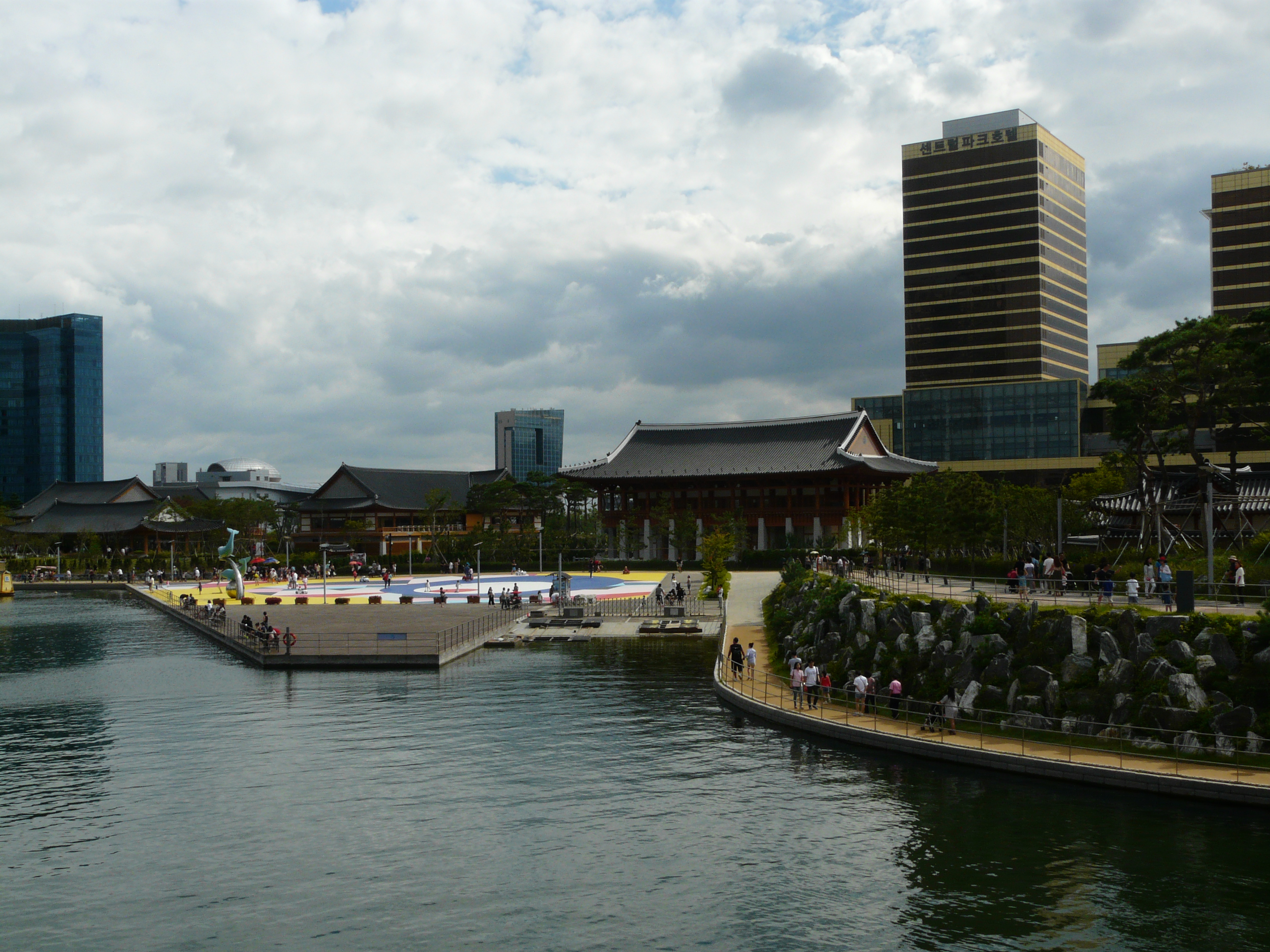
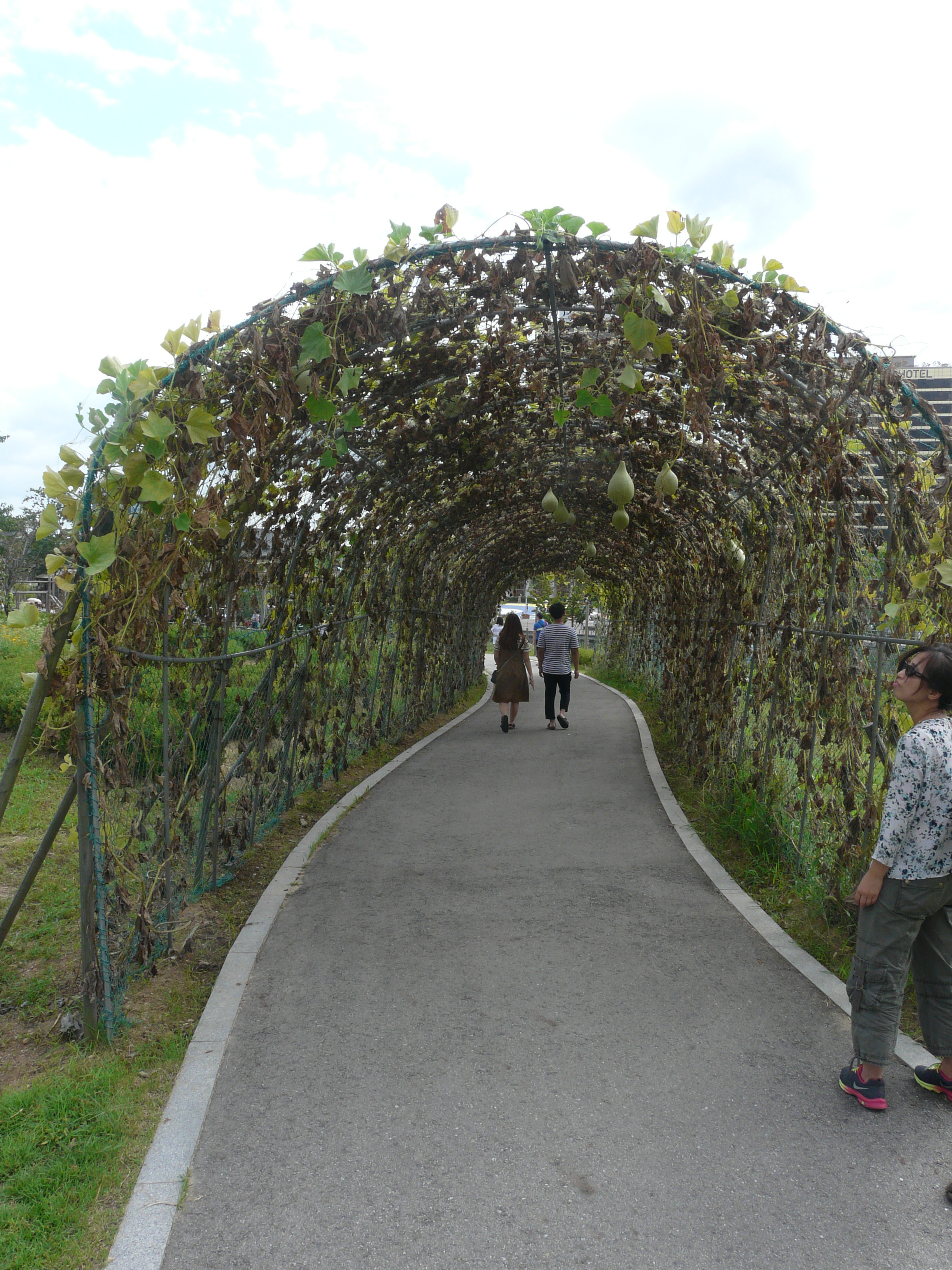
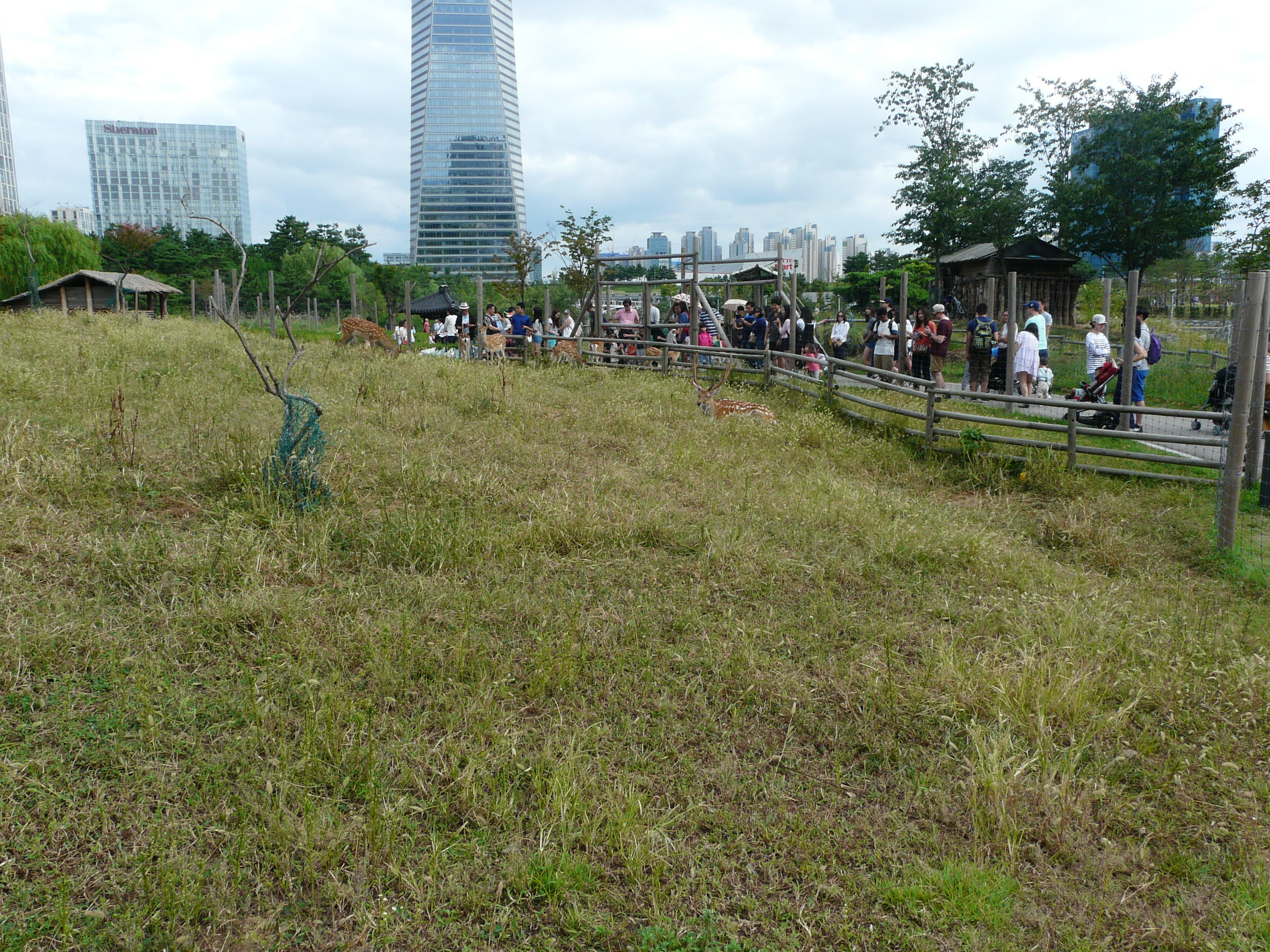
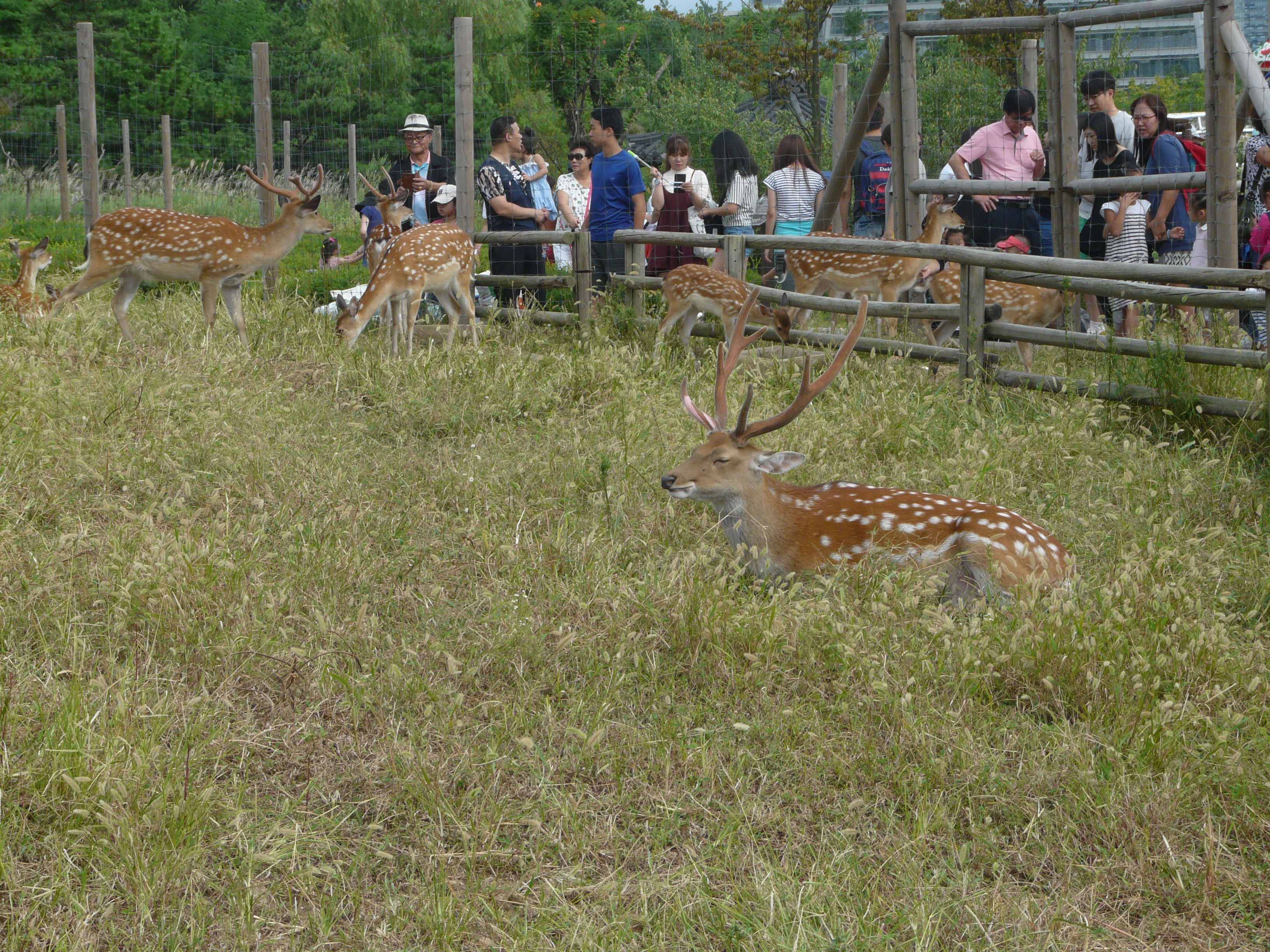
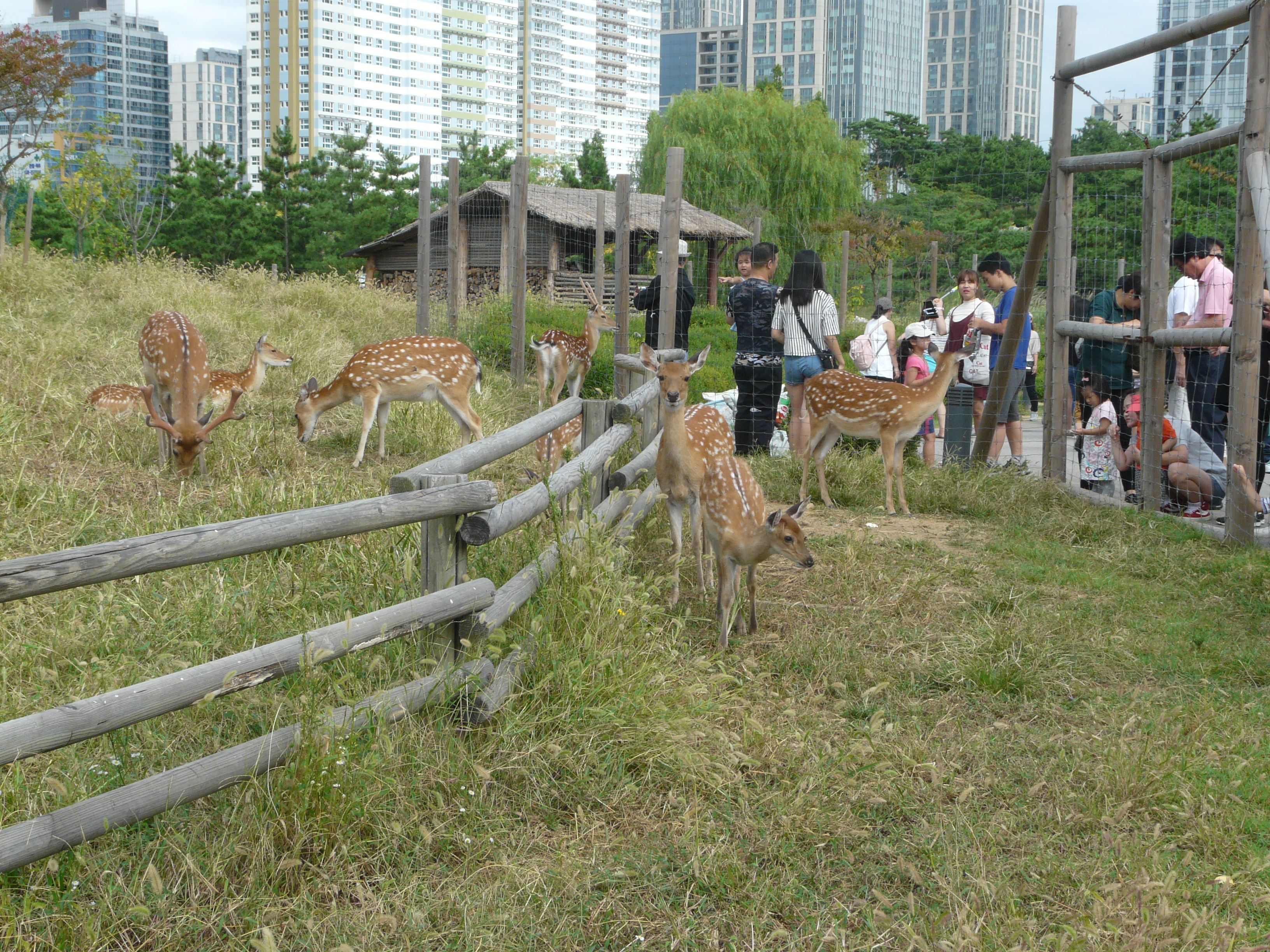
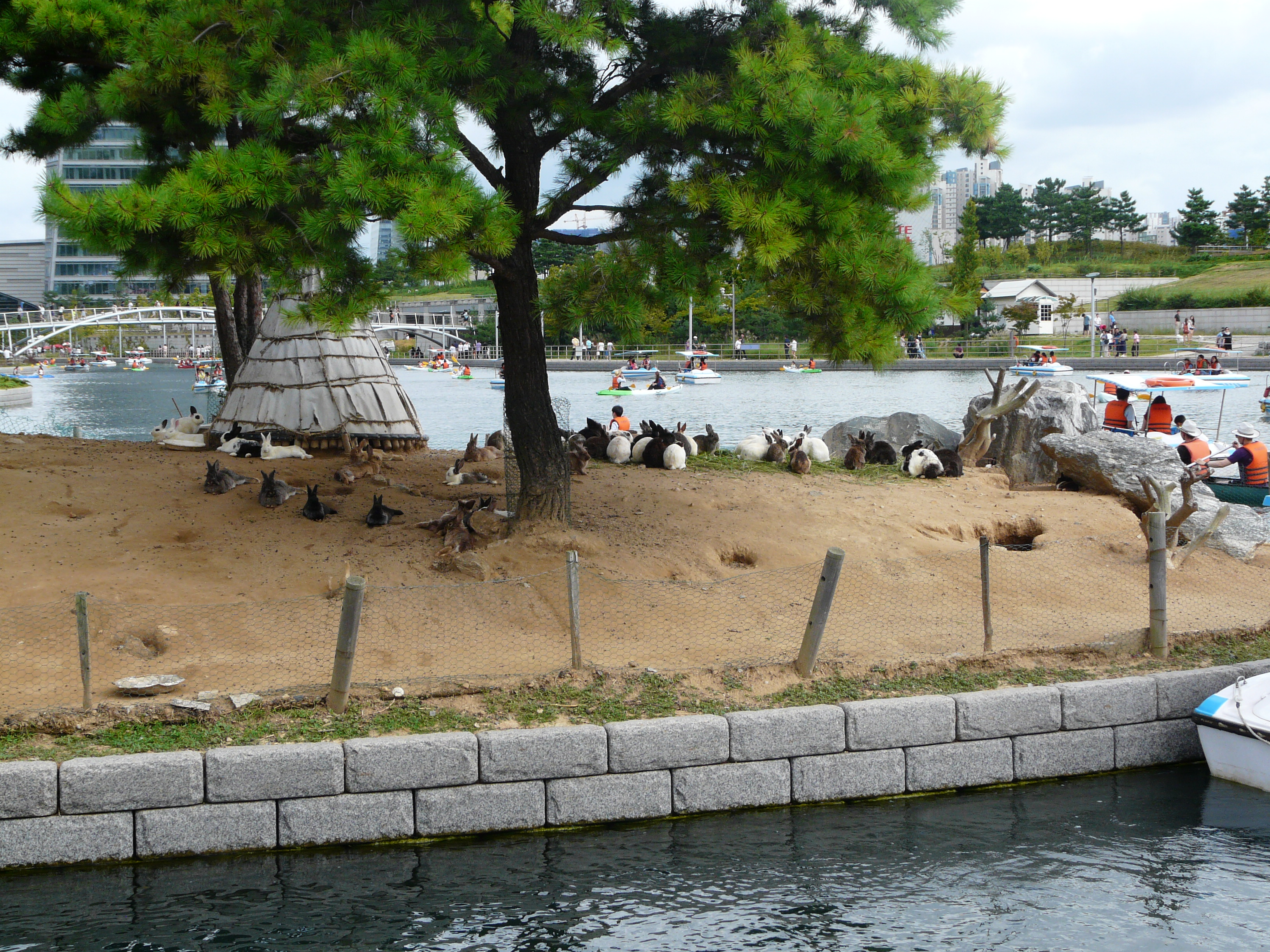
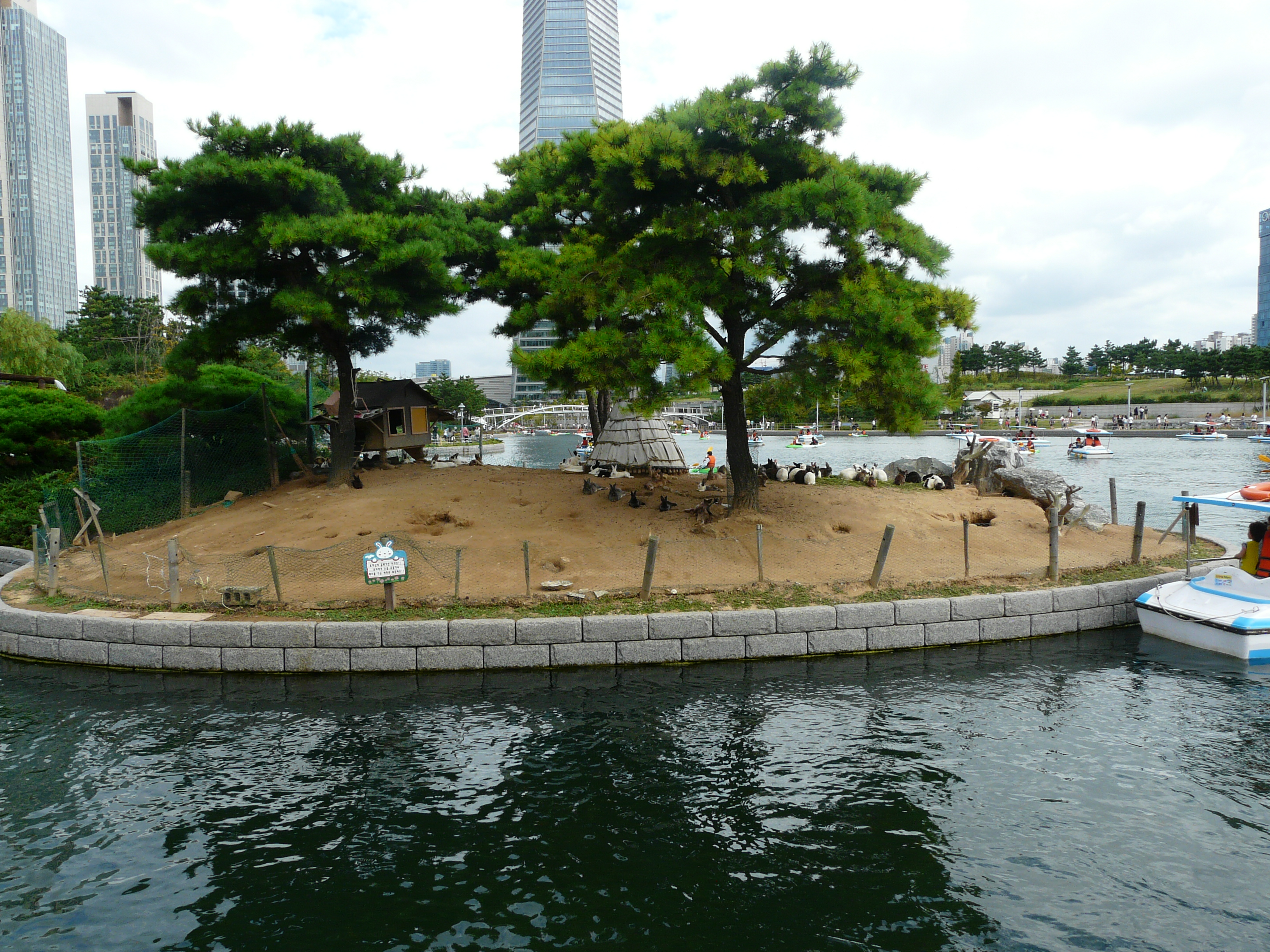
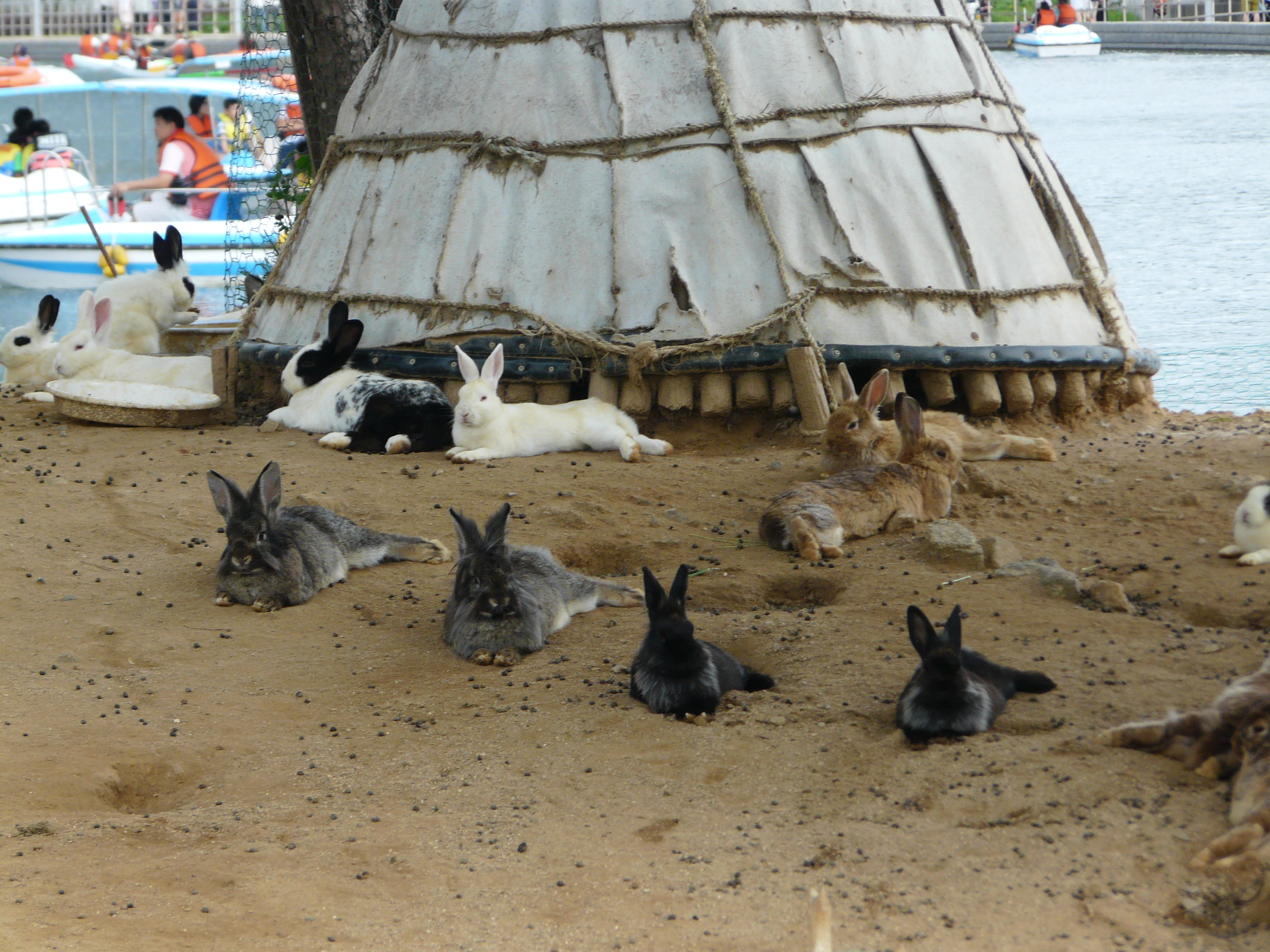
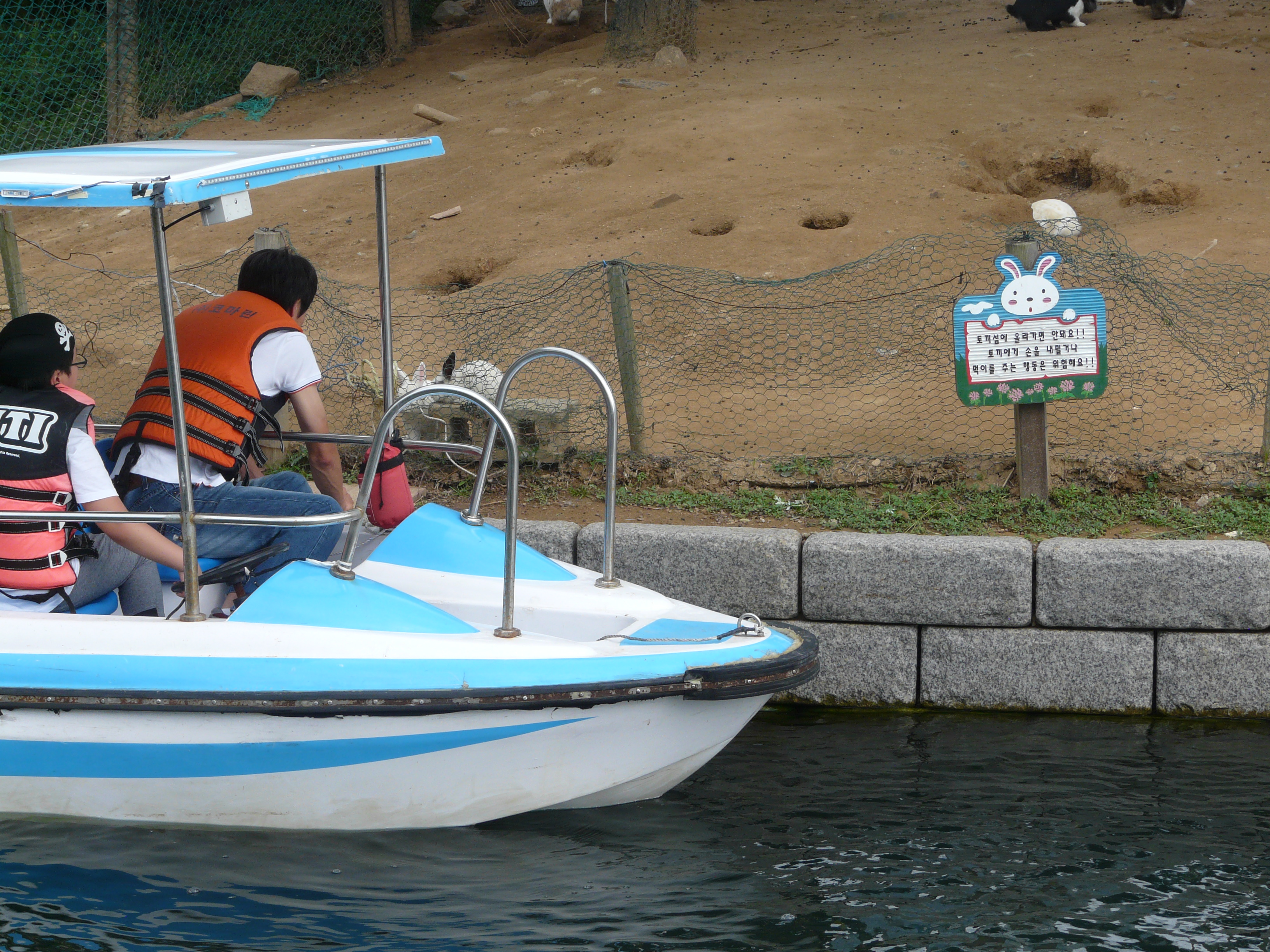
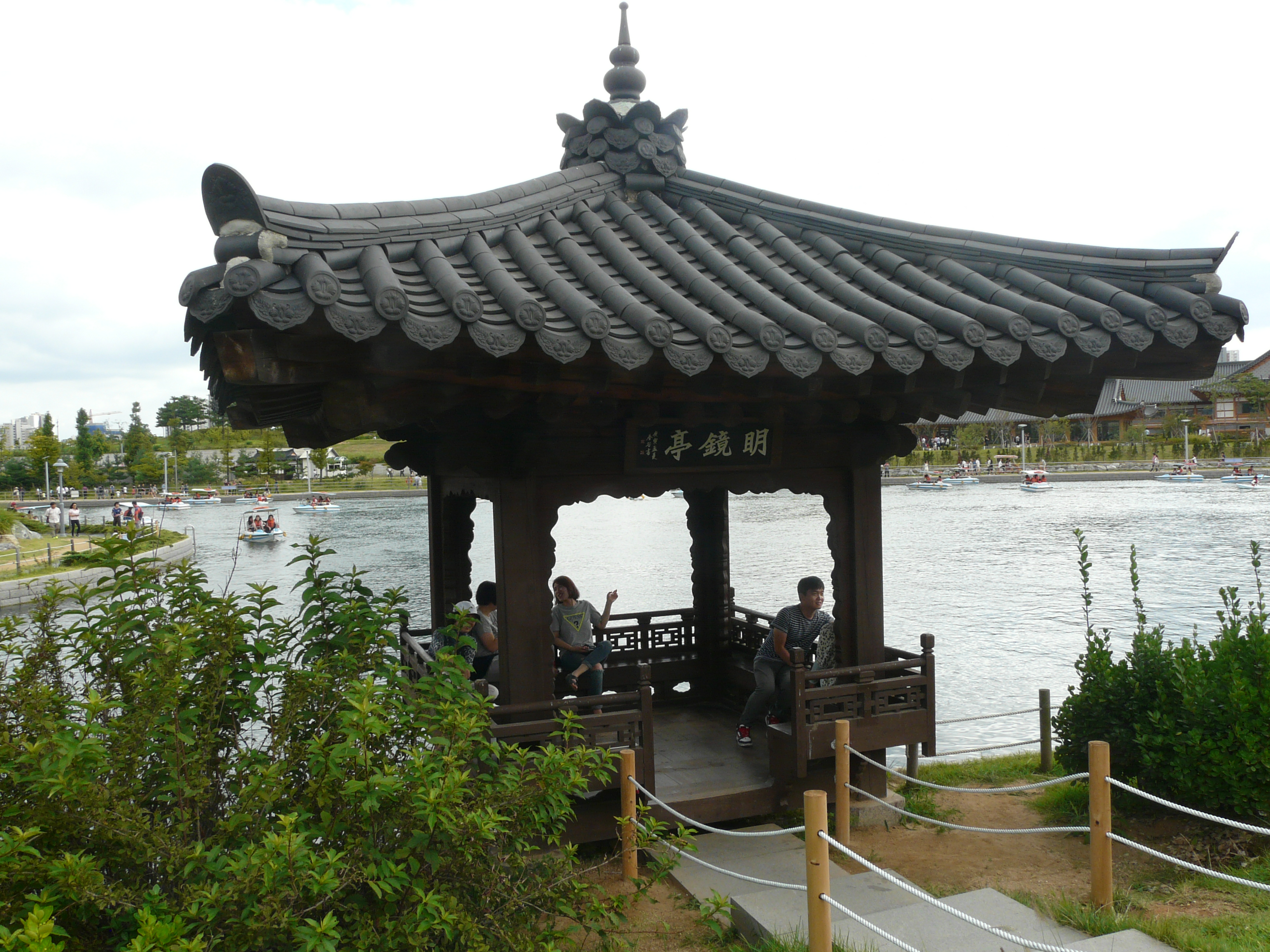
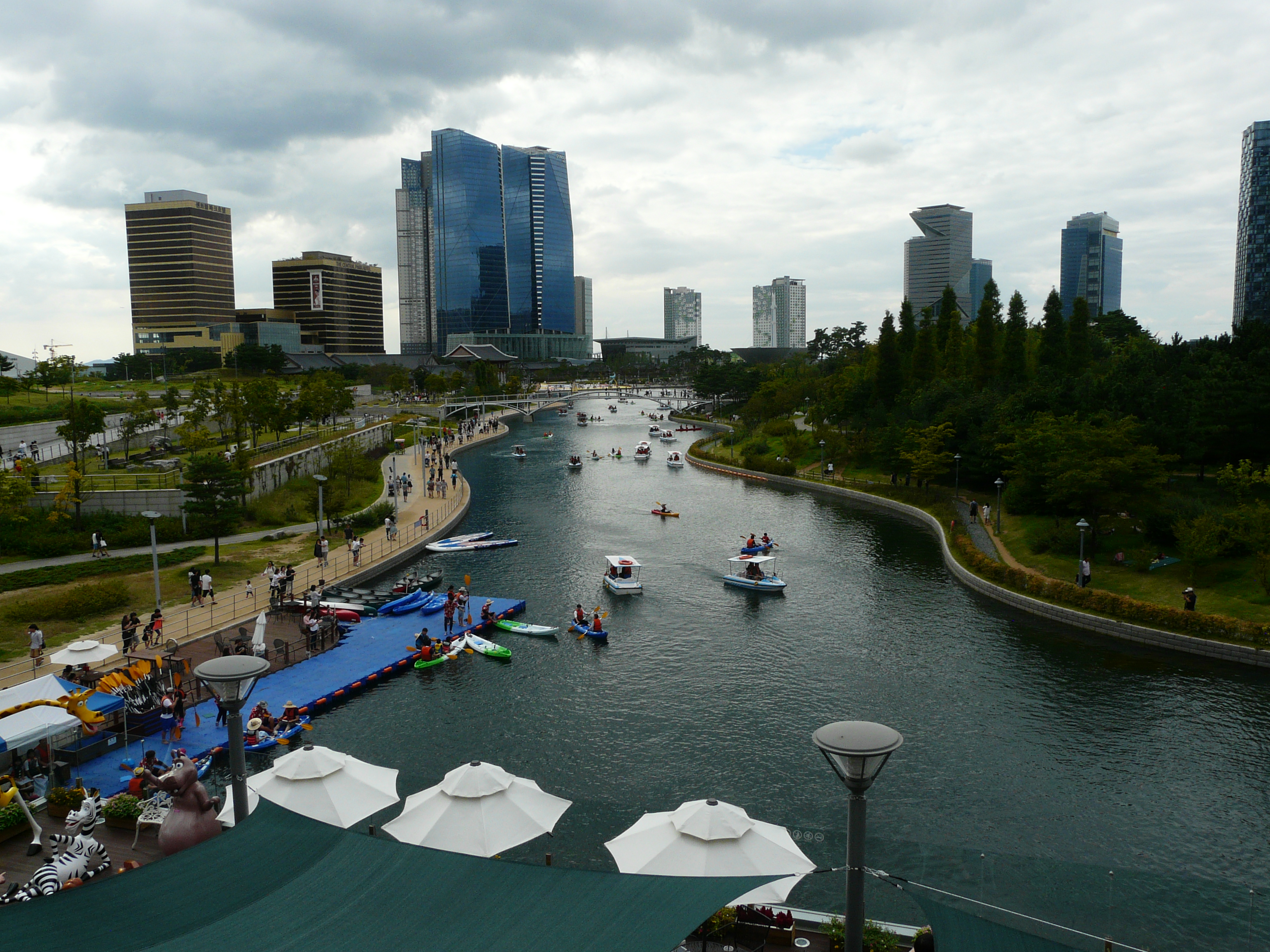
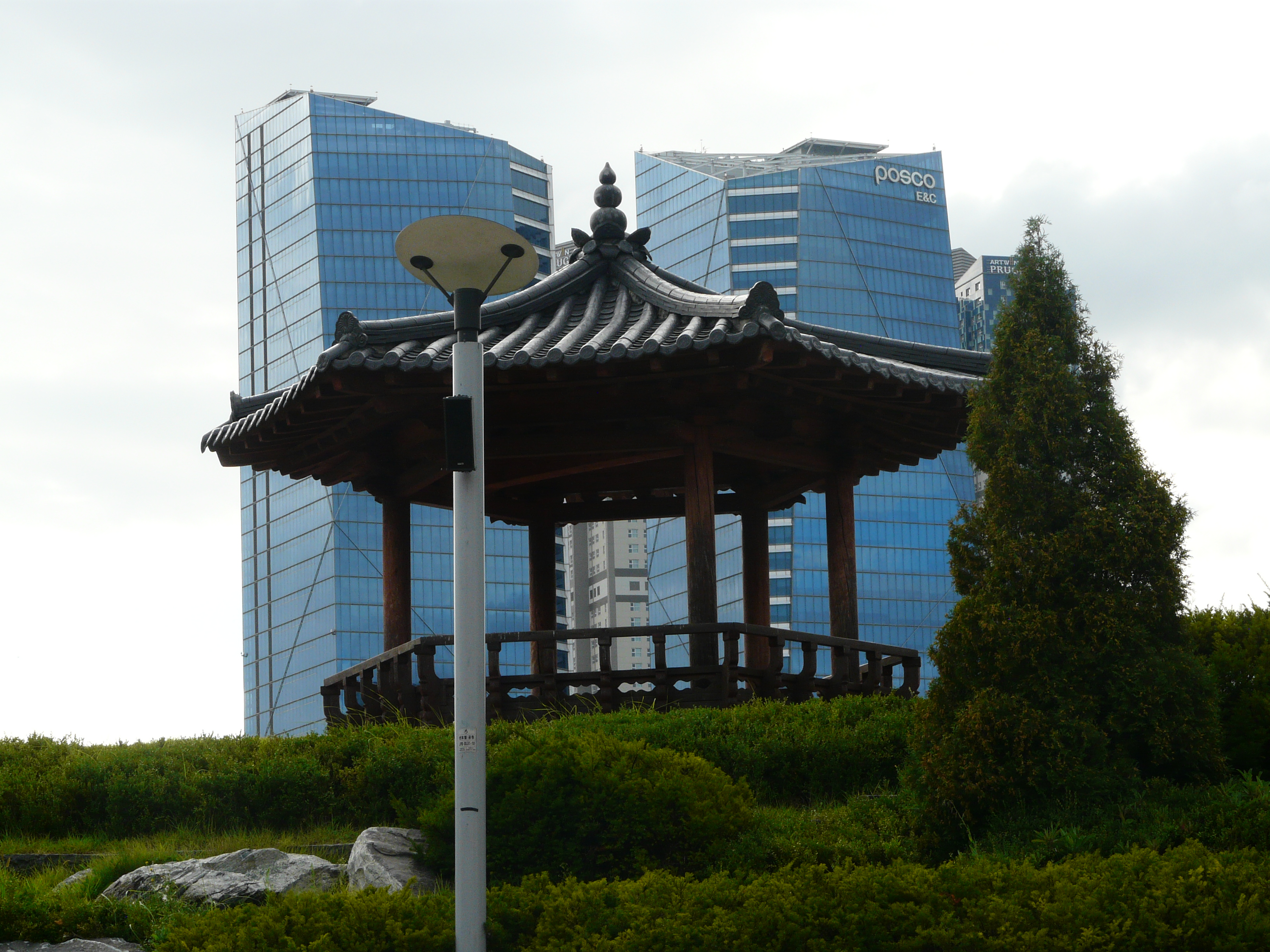
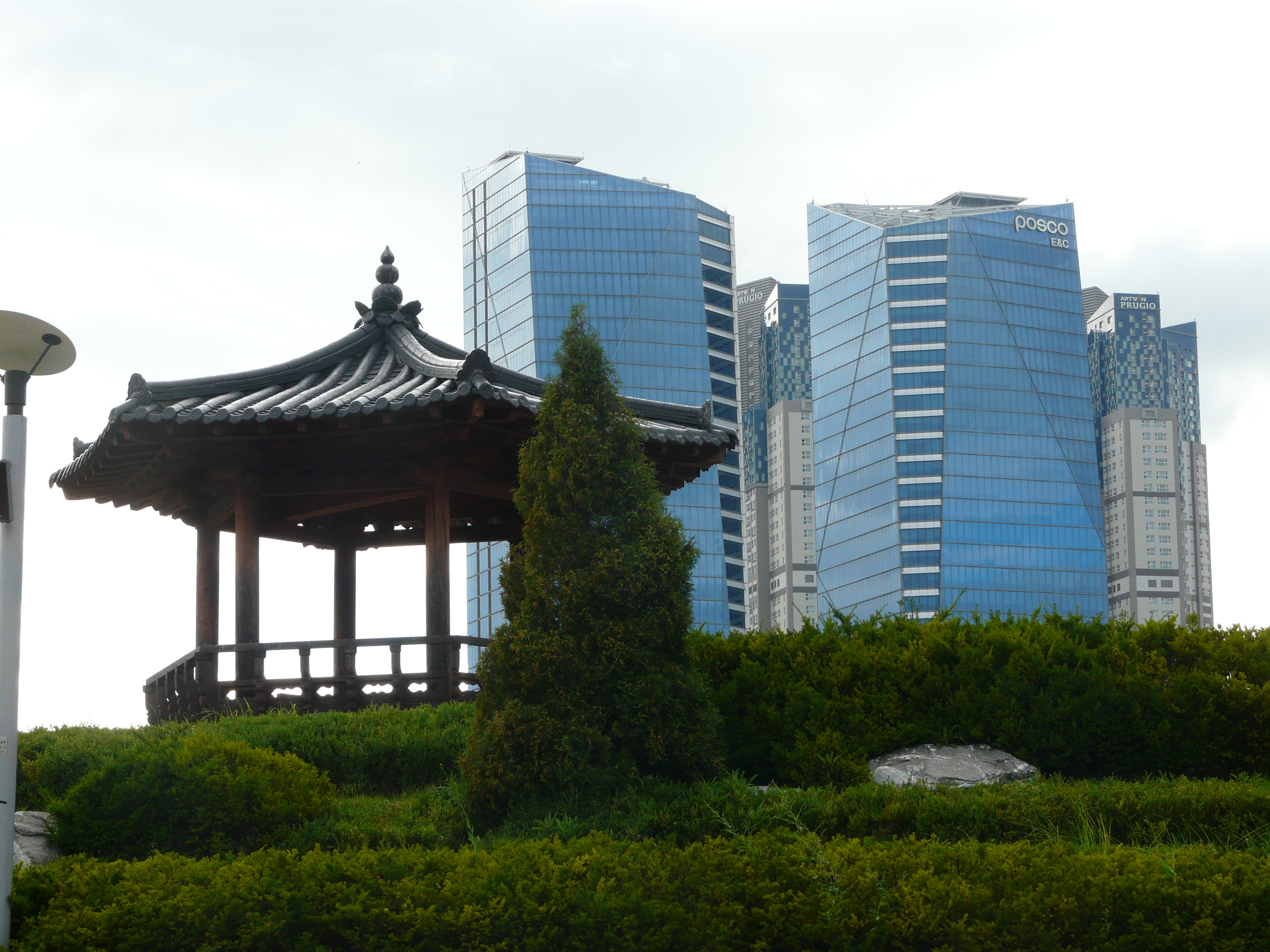
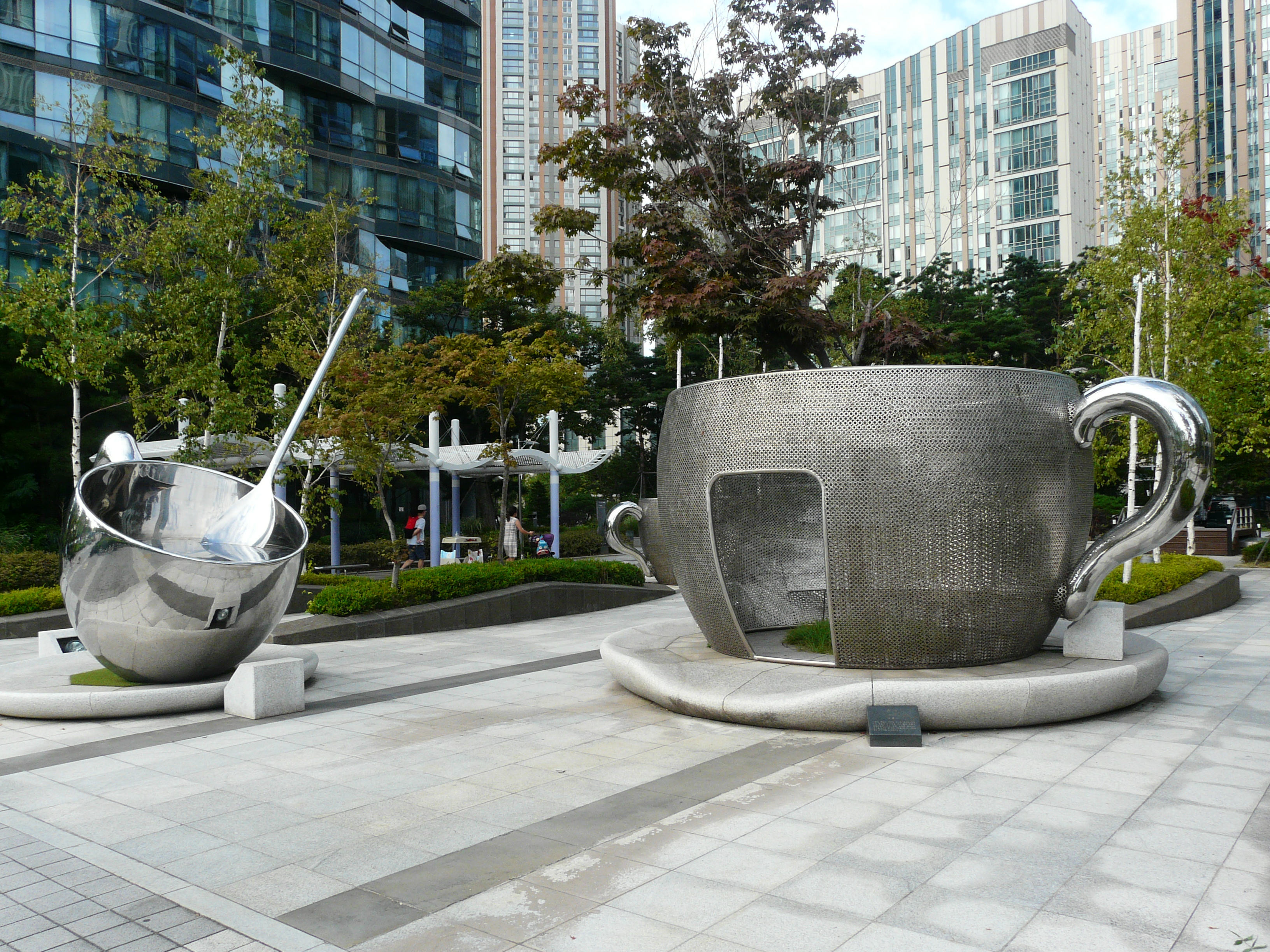
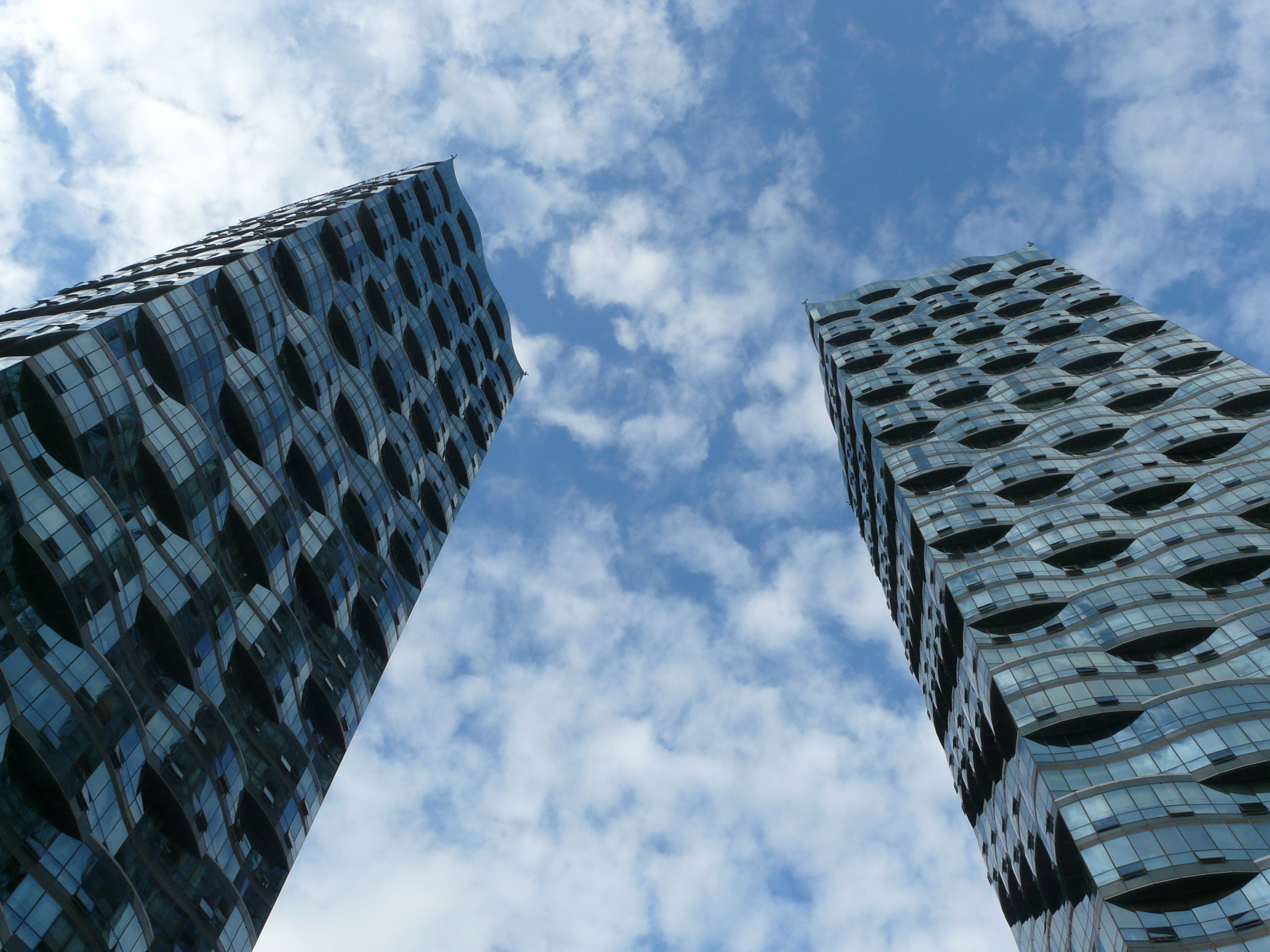
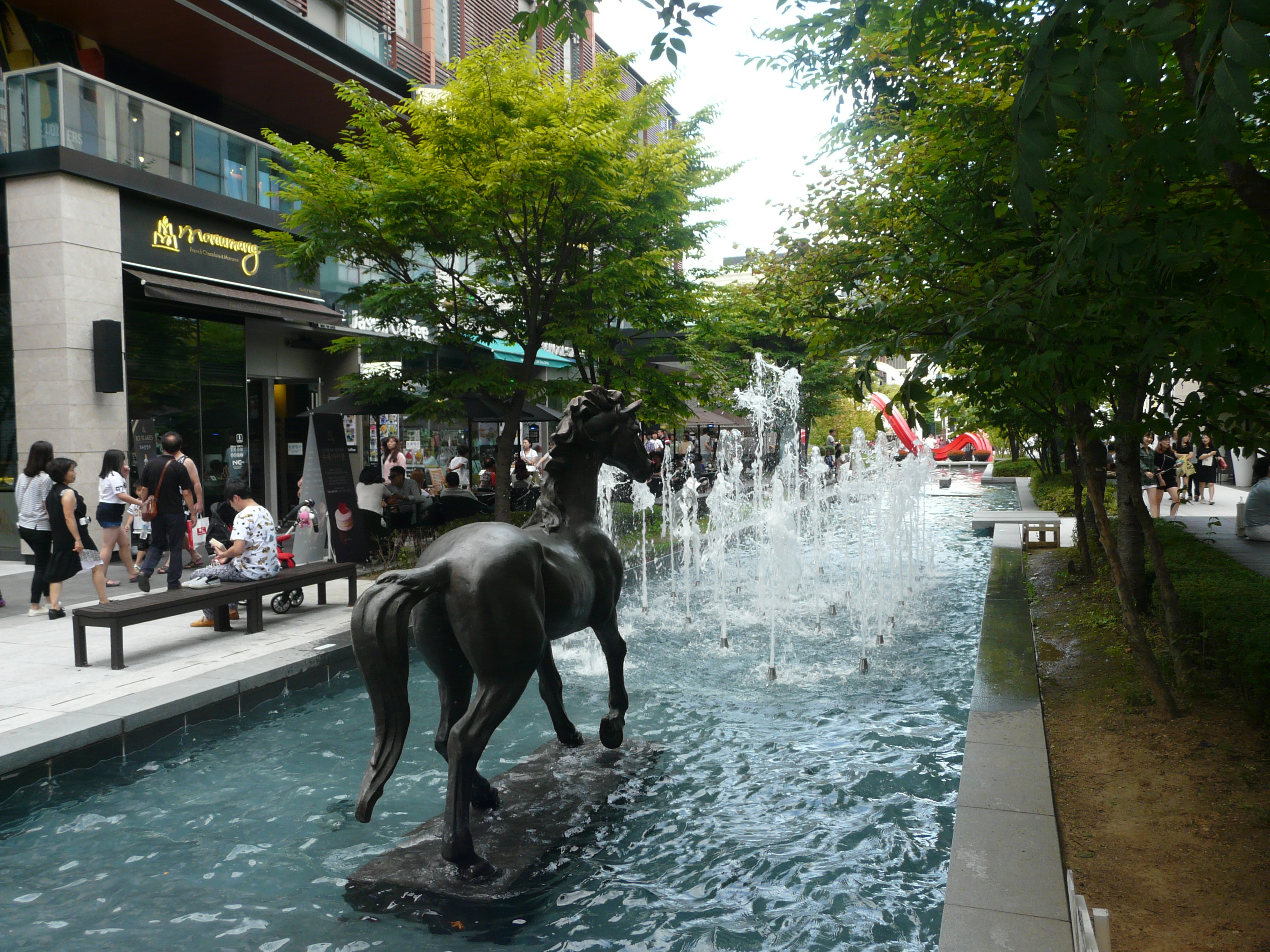